# C-130 (航空機)
C-130 ハーキュリーズ
アメリカ空軍のC-130E
- 用途：戦術輸送
- 分類：輸送機
- 設計者：ロッキード
- 製造者：ロッキード・マーティン
- 運用者：

  -  アメリカ合衆国（空軍、海軍、海兵隊、沿岸警備隊)
  -  日本（航空自衛隊、海上自衛隊）等
- 初飛行：1954年8月29日
- 生産数：2,500機（2015年まで）
- 運用開始：1956年12月
- 運用状況：現役
- ユニットコスト：C-130H 3,010万USドル[1]
- 派生型：

  - C-130J スーパーハーキュリーズ
  - KC-130（空中給油機）
  - AC-130（対地攻撃機）
  - MC-130（特殊作戦機）
  - LC-130（南極観測支援機）

C-130 ハーキュリーズ（C-130 Hercules）は、アメリカのロッキード社（現ロッキード・マーティン社）が製造している戦術輸送機。愛称のハーキュリーズ（Hercules）とは、ギリシア神話に登場する英雄、ヘラクレスの英語読みである。
高翼式で、太い胴体の後方に搭載用傾斜面を設けるなど、以後に続く軍用輸送機の基本構造を確立した。戦術輸送機のベストセラーであり、アメリカ軍はもとより西側諸国を中心に69か国で使用され、登場から半世紀以上経った現在も生産が続いている。現在の最新型はC-130J スーパーハーキュリーズ（Super Hercules）である。

## 概要
未整地での運用を念頭に置いて設計され、高い短距離離着陸性能を持ち、さらにJATO（短距離離陸用の補助ロケットエンジン）により、より短い滑走距離での離陸も可能である。太い胴体に高翼式主翼、主輪を収納するバルジ、スロープも兼ねる後部大型カーゴベイといった、現代の軍用輸送機のスタイルは本機で確立されたと言ってよい。
その輸送力と運行性能の高さから、「世界最高の輸送機」との呼び声も高い。滑走路のない砂漠での離着陸や車輪にソリをつけて南極への物資輸送など極めて幅広く用いられている。また汎用性も高いため、特殊派生型も数多く存在する。NATO加盟国や日本では航空自衛隊（C-130H）及び海上自衛隊（C-130R）が使用するなど西側諸国の主力軍用輸送機として、現在も各国で活躍を続けている。
その基本設計は当初から完璧と言っても良い物で、登場から半世紀以上経った現代に至るまでエンジン、プロペラ、各種電子機器以外ほとんど手を加えられていない、稀有な航空機である。

## 開発経緯
陸軍航空軍から改組された直後の時点で、アメリカ空軍が運用する輸送機はC-46やC-47など第二次世界大戦中から使われてきたものが主体であり、新型のC-119も戦中世代のC-82の発展型で、基本設計の古さは否めなかった。この状況に対して空軍はC-46とC-119の後継機の開発を計画し、1951年2月2日、下記のような一般運用要求書を作成した。
1. 歩兵92人または空挺隊員64人を乗せて1,100nm（2,037km）以上の行動半径を有すること。
2. 30,000lb（13,608kg）の物資（大型で重量密度の大きいものを含む）を搭載して950nm（1,759km）以上の行動半径を有すること。
3. ランプを兼ね、また大型物資の投下を可能にする、飛行中に開閉できる後部扉を有すると共に、左右側面に空挺降下用扉を有すること。
4. 必要に応じて土や煉瓦、細かい砂利などで造成された未舗装滑走路から短距離滑走で離陸できること。
5. 空挺降下向けに飛行速度を125ktまで減速できること（強襲着陸用にはより低速）。
6. エンジン1基停止時にも優れた飛行能力を得られること。

この要求に対してボーイング、ダグラス、フェアチャイルド、ロッキードの4社が設計案を提出し、同年7月2日ロッキード社の案が選定された。この設計は目標仕様を遥かに超える優秀なもので、579km/hという巡航速度は当時を代表する旅客機よりも僅かに遅い程度で、18,143kgの最大ペイロードはDC-6Aをも上回っていた。貨物室は、地上高がトラックの荷台の高さに合わせて作られているため、トラックから容易に貨物を積み込むことができる。さらに重要な点は貨物室のランプが気密閉鎖できることで、これにより機内を与圧して高高度巡航することが可能になった。しかし、ロッキード社はこの設計に完全な自信を持てておらず、万が一失敗した時のことを想定し生産施設を本社施設から遠い政府所有のジョージア州マリエッタ工場に移していたほどだった。なお、外形設計上の手本となったのはライスター・カウフマン社が開発したXCG-10 強襲輸送グライダー（ライスター・カウフマン CG-10の試作機）で、簡素な設計ながら荒地の仮設滑走路にも容易に着陸できる機体だったが、政治的な理由で不採用となり、後にC-123へと発展するチェース CG-14に採用を奪われている。
ロッキード社のバーバンク工場で組み立てられた試作機2機は1954年8月にロールアウトした。初飛行したのは2号機で、同月23日に行っている。最初の量産型であるC-130Aの初号機は1955年4月7日に初飛行し、1956年12月9日にはアメリカ空軍が最初の機体を受領した。また、間もなく世界中からも注目されることになり、オーストラリアが最初の輸入国となって以来、世界50ヶ国以上で採用されることとなった。1960年代からは民間向けにもL-100として生産され始めた。
C-130から間を置かずしてロッキード社は、同じアリソン T56の民間機用であるアリソン 501-D13ターボプロップエンジンを搭載したL-188旅客輸送機を進空させる。ジェット推進かプロペラ推進かの選択で過渡期にあった当時の旅客輸送機において、C-130の開発経験はロッキード社にL-188へのターボプロップ採用を促す大きな要因の一つであったと考えられる。しかし、旅客輸送機の将来を技術的にも商業的にも見誤ったことや、設計の不備に起因する墜落事故などでL-188の販売は低迷、結果としてロッキード社の民間旅客輸送機部門はL-188の次に開発したL-1011の商業的な失敗を最後に撤退している。

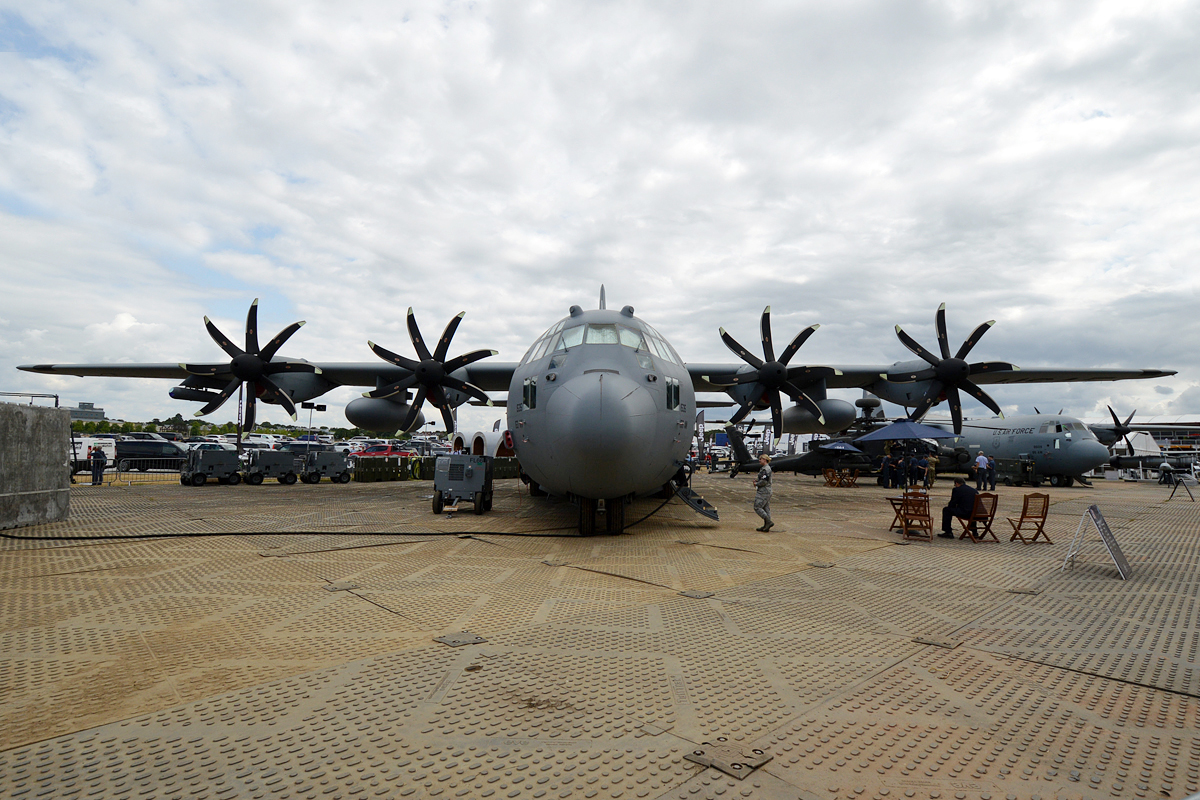
プロペラをNP2000に換装したC-130H

一方のC-130は各国への売込みが進み、生産数は第二次世界大戦後の戦術輸送機において最多である。後継機の開発計画「先進中型短距離離着陸輸送機計画(AMST)」が頓挫したこともあって、現在に至るまで一線級の性能を保ち、世界各地で多数が現役で飛行している。各国から放出された中古機も依然として人気が高い。古いC-130にグラスコックピットの導入を中心とした近代化改修を施すプログラムもあり、その主なものにはアメリカが進めているAMP（Avionics Modernization Program）やイスラエルのエルビット・システムズが開発したC-suiteなどがある。アメリカ空軍と海軍ではプロペラをE-2でも採用された八翅ブレードのNP2000への換装も始まっている。21世紀に入ると国際貢献任務の増加や装甲車の大型化・重量増化などC-130では能力不足と判断される場面が増え、エアバス A400Mやエンブラエル C-390などC-130を上回る能力を持つ戦術輸送機が登場しているが、これらはまだ開発途上あるいは配備が開始されたばかりであり、C-130の立場を決定的に脅かす存在となるかどうかは未知数である。

## 設計

### 基本構造
胴体は円筒形で、コクピット後方から後部貨物扉まで一定の楕円断面をもっているが、主翼取付部のみ、キャビン高さがやや低くなっている。
胴体の設計や基本構造は、最初期の機体からC-130Jに至るまでそのまま踏襲されている。武装した兵員を単に輸送する場合は92名、空挺兵をパラシュート降下させる場合は64名、標準的な463Lマスターパレットに積載された物資を輸送する場合は6枚を搭載でき、また胴体を延長したC-130J-30であればそれぞれ128名、92名、8枚に増加する。胴体最後部には上下分割式でスロープを兼ねる貨物扉を備えている。これは後部圧力隔壁を兼ねており、これを閉じると操縦室を含むキャビンは完全に密閉される。キャビンには空調・与圧システムが完備されている。
胴体中央部には、主翼が高翼配置で取り付けられている。主翼は前桁と後桁の2本桁構造で、25％翼弦で後退角のない完全な直線翼である。主翼下には両舷2基ずつのエンジンポッドが吊り下げられている。また内側部にはハードポイントが設けられており、増槽を搭載できるほか、空中給油機仕様の場合はここに給油ポッドを装着する。尾翼は単垂直尾翼と水平尾翼から構成されており、いずれも後退角はついていない。

### 基本型

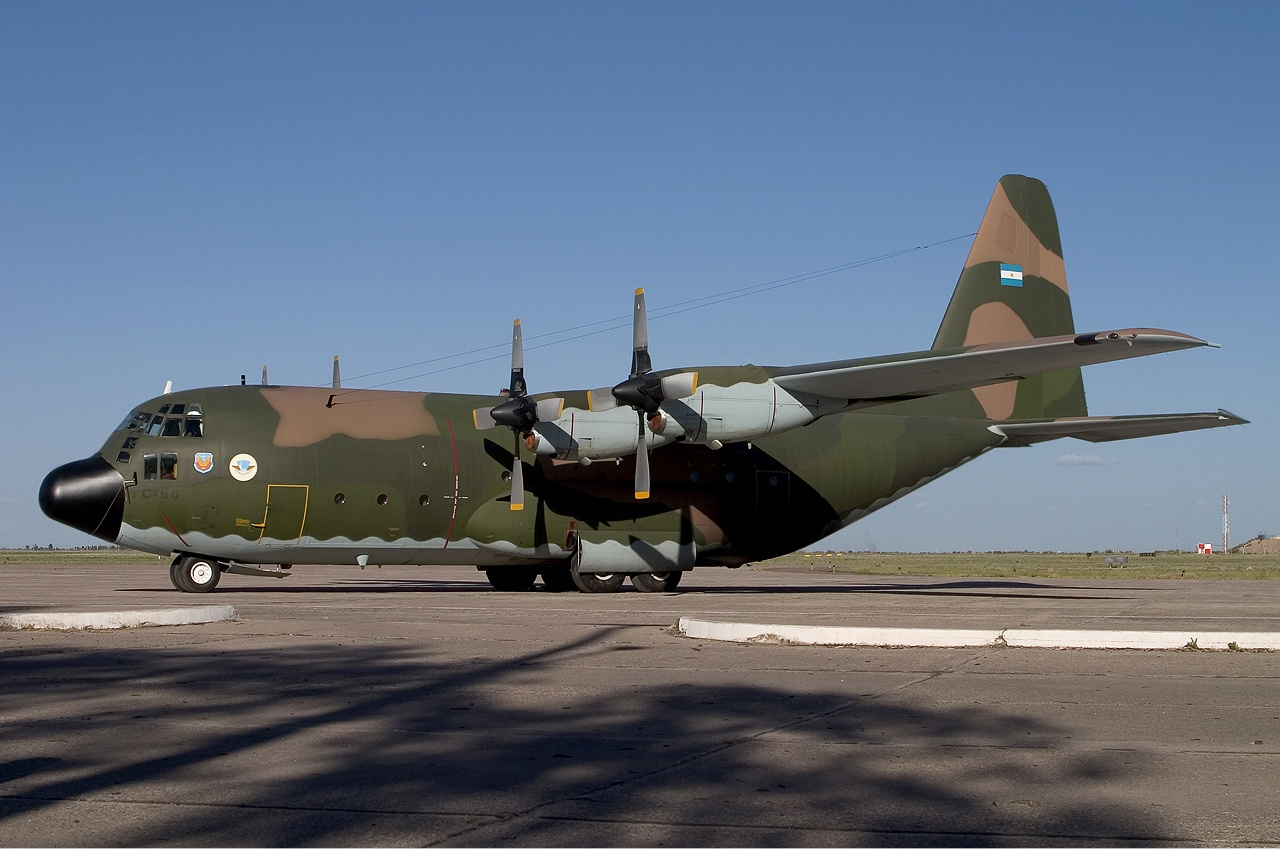
C-130B

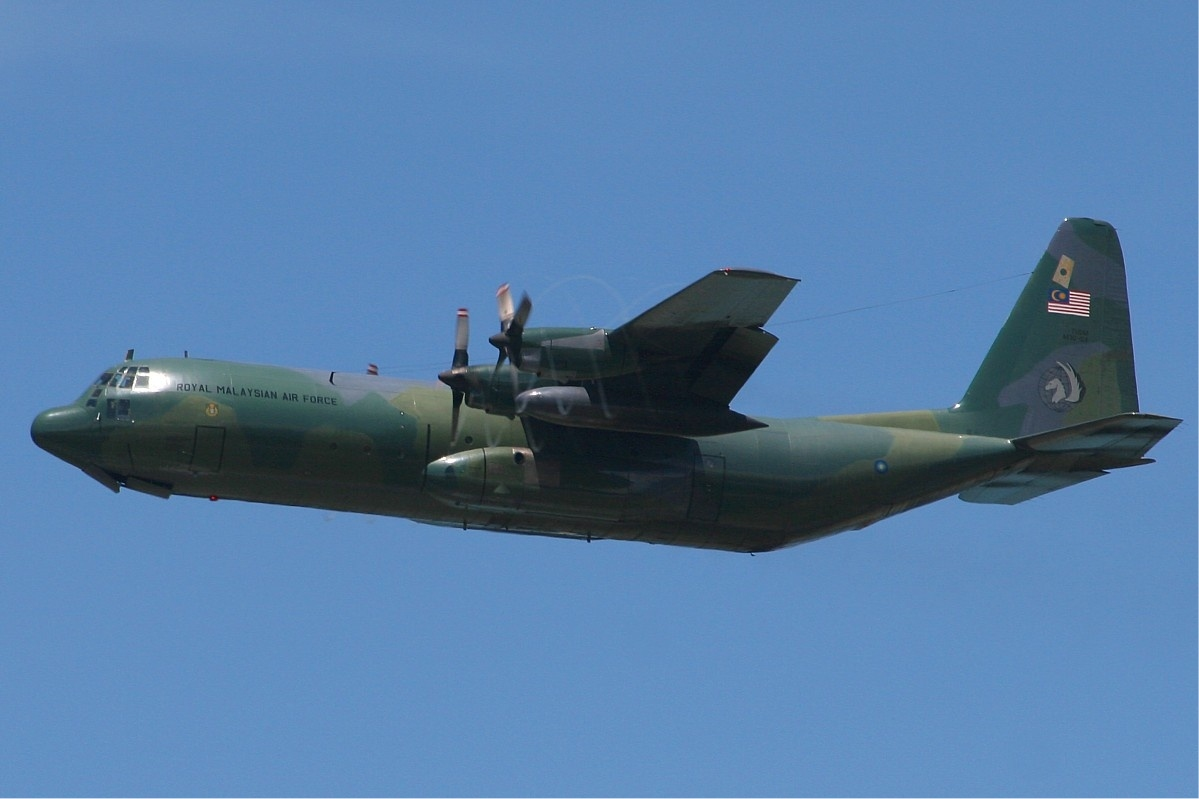
C-130H-30

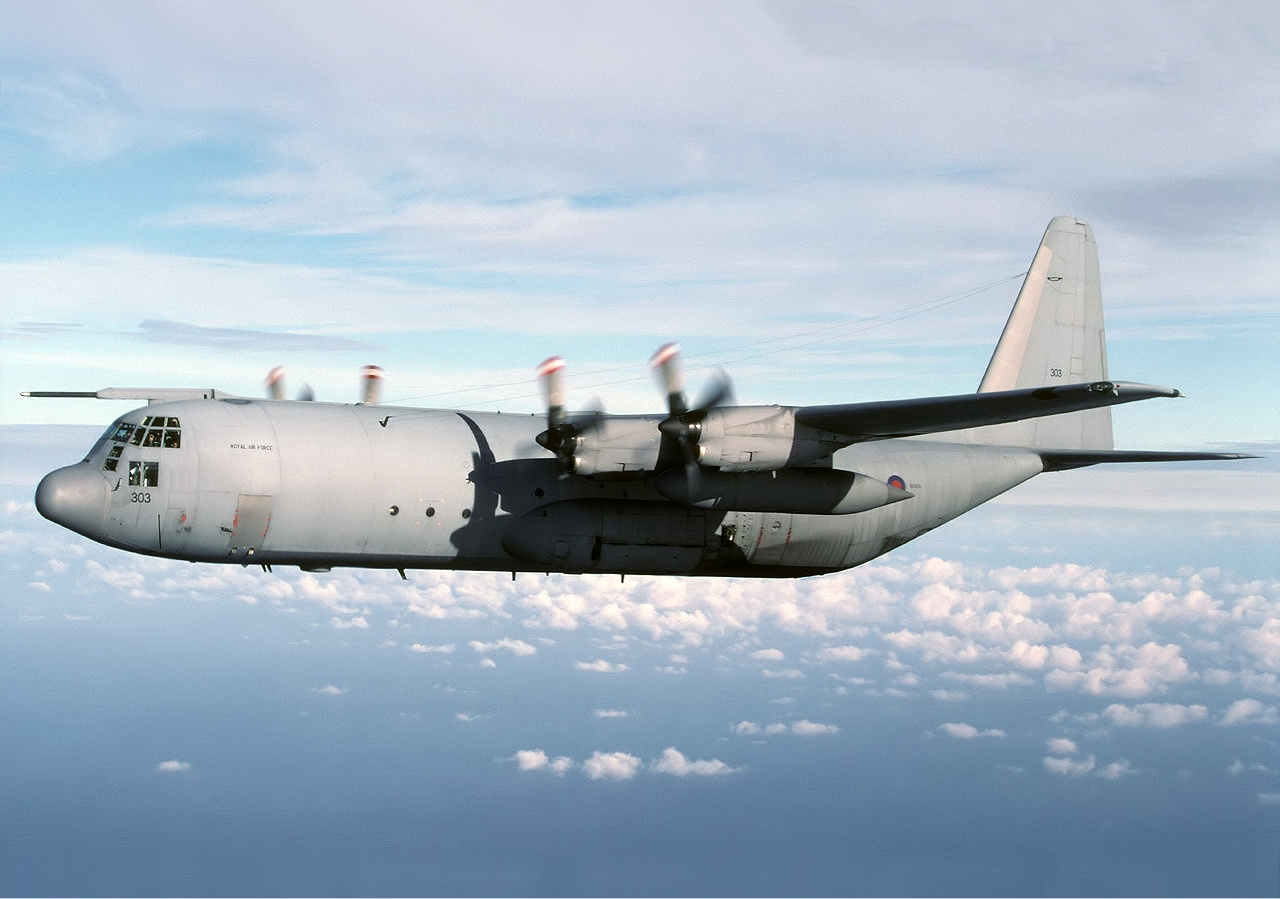
ハーキュリーズ C.3（C-130K）

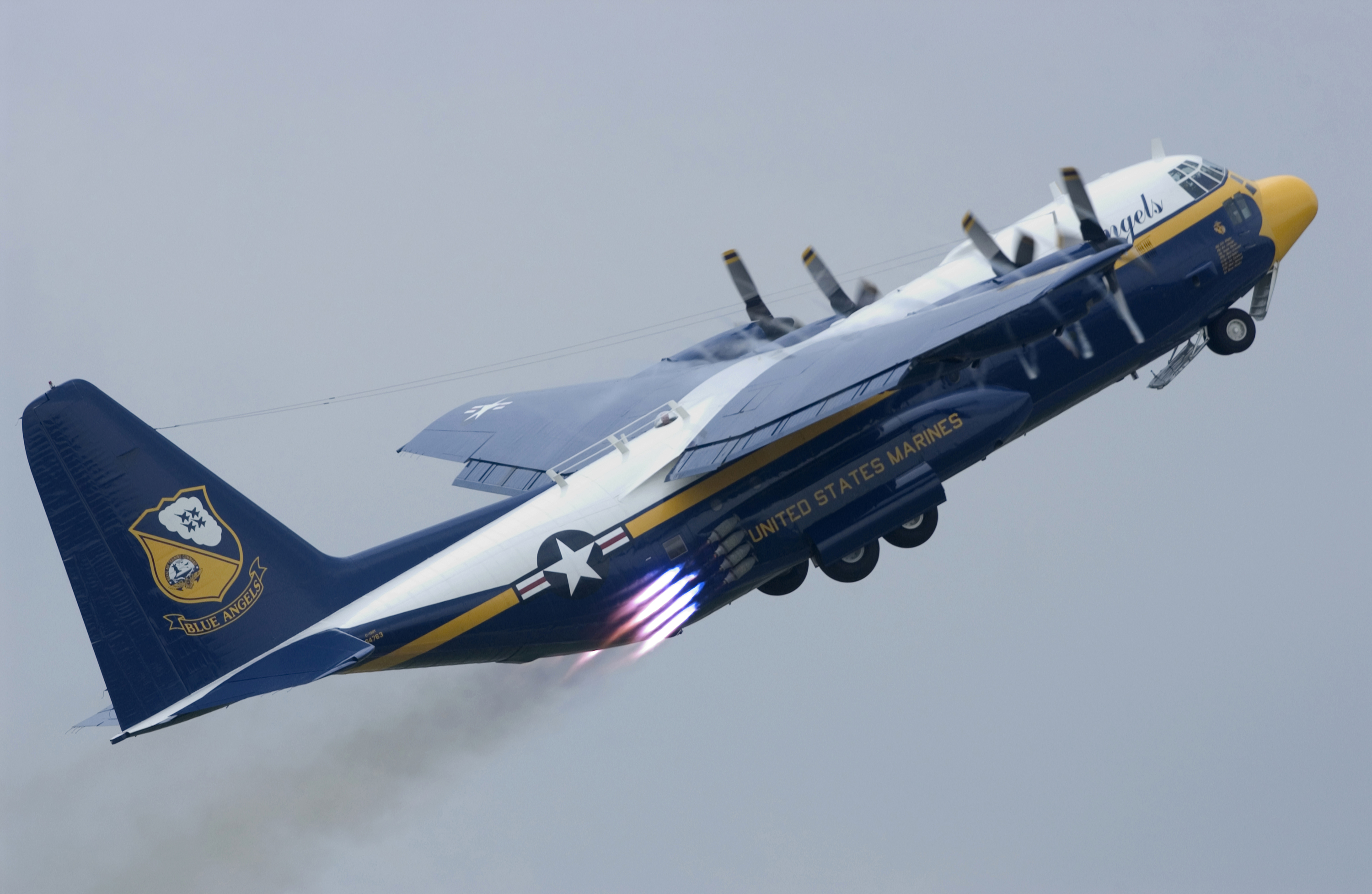
C-130T ファットアルバート

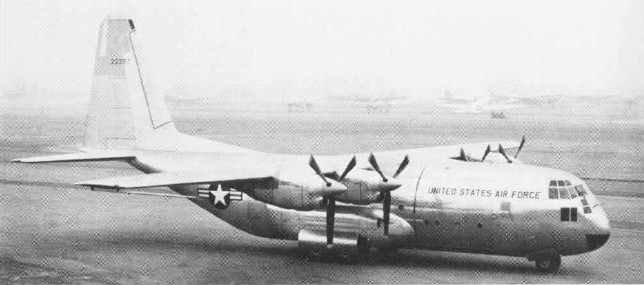
YC-130
試作型。
三翅プロペラを使用し、「ローマ人の鼻」と呼ばれた短いノーズを持つ。エンジンはアリソン YT56-A-1。

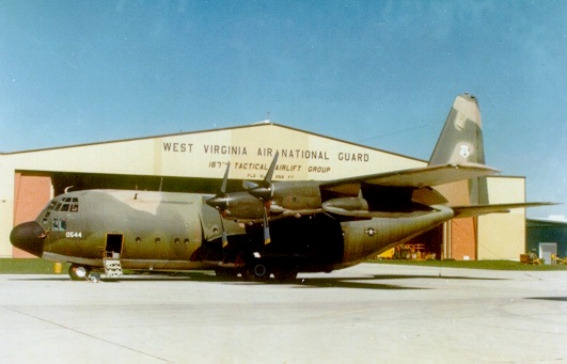
C-130A
初期型。231機生産。
当初はYC-130と同様ノーズが短かったが、28号機からレーダーの装備により「ピノキオの鼻」と呼ばれた突き出たノーズとなった。エンジンはアリソン T56-A-1。51号機以降はA-1Aに変更され、後期型ではA-9あるいはA-11となった他、後にプロペラブレードを四翅化した機体もある。翼下のエンジン外側に450ガロン増槽を装備。
C-130D
C-130Aを元に、ソリとJATOを装備。
C-130B
1958年に初飛行。230機生産。
エンジンをアリソン T56-A-7に換装。補助翼を追加し、プロペラブレードを四翅化。最大離陸重量が引き上げられ、コックピット後部に交代乗員用のベッドを増設、機内燃料搭載量も増加した。翼下に増槽がなく、その分高速で飛行できる。
C-130BZ
南アフリカ空軍向けのC-130B。
C-130F
アメリカ海兵隊向けに7機製造。
C-130Bを元に、出し入れ可能な燃料タンクを貨物室に設置できる。当初の形式はGV-1。
C-130E
1961年に初飛行。491機生産。
航続距離を増し、エンジンをアリソン T56-A-7Aに換装。最大離陸重量はさらに引き上げられ、構造や電子機器も改善された。外側・内側エンジンの間に容量1,360ガロンの増槽を装備し、この配置は以後のタイプの標準となった。また、それまでの型にはあったがほとんど使用されなかった前部胴体側面の貨物ドアをほとんどの機体が塞いでいる。
輸出向けはさらに燃料搭載量が増やされており、後発のC-130Hより航続距離は勝っていたため、C-130Hと併用されることが多かった。
C-130E-I
フルトン回収システムを装備した機体。17機が改造されたが、実戦での回収任務は行っておらず、基本的には通常の輸送機として使用された。
C-130G
アメリカ海軍向け。C-130Eを元に機体構造を強化し、より重重量での運用が可能になった。
C-130H
翼の設計を改め、電子機器を一新し、JATO取り付け具を廃止。エンジンをアリソン T56-A-15に換装。当初は輸出向けとして開発され1964年に初飛行し、1975年からアメリカ空軍への配備が始まった。
現時点で最も多く、そして長く生産されたモデルであり、1,087機が1996年まで生産された。
C-130H1/H2/H3
アビオニクスの近代化を行ったもの。H2とH3は新規製造も行われている。
C-130H-30
C-130Hの胴体延長型。輸出向けで、初号機は1980年にインドネシア空軍に引き渡された。
大型の貨物を搭載すると最大離陸重量に達する前に貨物室が満杯になってしまう問題を解決するために開発された。胴体の前後にプラグを挿入することで4.57m胴体を延長し、積載能力が向上したが離着陸性能が低下したため、用途に応じて通常のC-130Hと使い分けられた。
T.10
スペイン空軍でのC-130Hの呼称。
C-130K（ハーキュリーズ C.1）
C-130Hのイギリス空軍向け。
各種装備品にイギリス製のものを使用している。後に空中給油プローブを追加した機体はハーキュリーズ C.1Pとも呼ばれる。
イギリス空軍では既に退役しているが、オーストリアやメキシコが中古機を取得して運用中。
ハーキュリーズ C.3
C-130H-30のイギリス空軍向け。全機がC.1からの改造機である。
後に全機に空中給油プローブが追加されハーキュリーズ C.3Pとも呼ばれる。
C-130T
C-130Hに準じたアメリカ海軍向け。
内1機は2019年5月に退役するまでブルーエンジェルス専用機「ファットアルバート」を務めていた。しかし2009年にJATOボトルの在庫がほぼ枯渇したことからデモンストレーションは終了し、2019年5月には機体自体の退役も発表された。後継機はイギリス空軍から取得したC-130Jになる予定。
C-130J
1996年に初飛行。現在も生産を行っている最新モデル。
エンジンをロールス・ロイス/アリソン AE2100に換装し、ブレードが三日月形状の六翅プロペラに変更、アビオニクスもコックピットのグラス化などの近代化を行った。
C-130M
ブラジル空軍が独自に近代化改修を行ったC-130E/Hの名称。
C-130R
海上自衛隊が、東日本大震災対処などのために老朽化の進んだYS-11の後継として購入した中古機。
アメリカ海兵隊向けのKC-130Rから空中給油機能を取り除いたもの（機内の給油用燃料配管も含む）。
CC-130E/H
カナダ空軍でのC-130E/Hの呼称。
Tp84
スウェーデン空軍でのC-130E/Hの呼称。

### 派生型

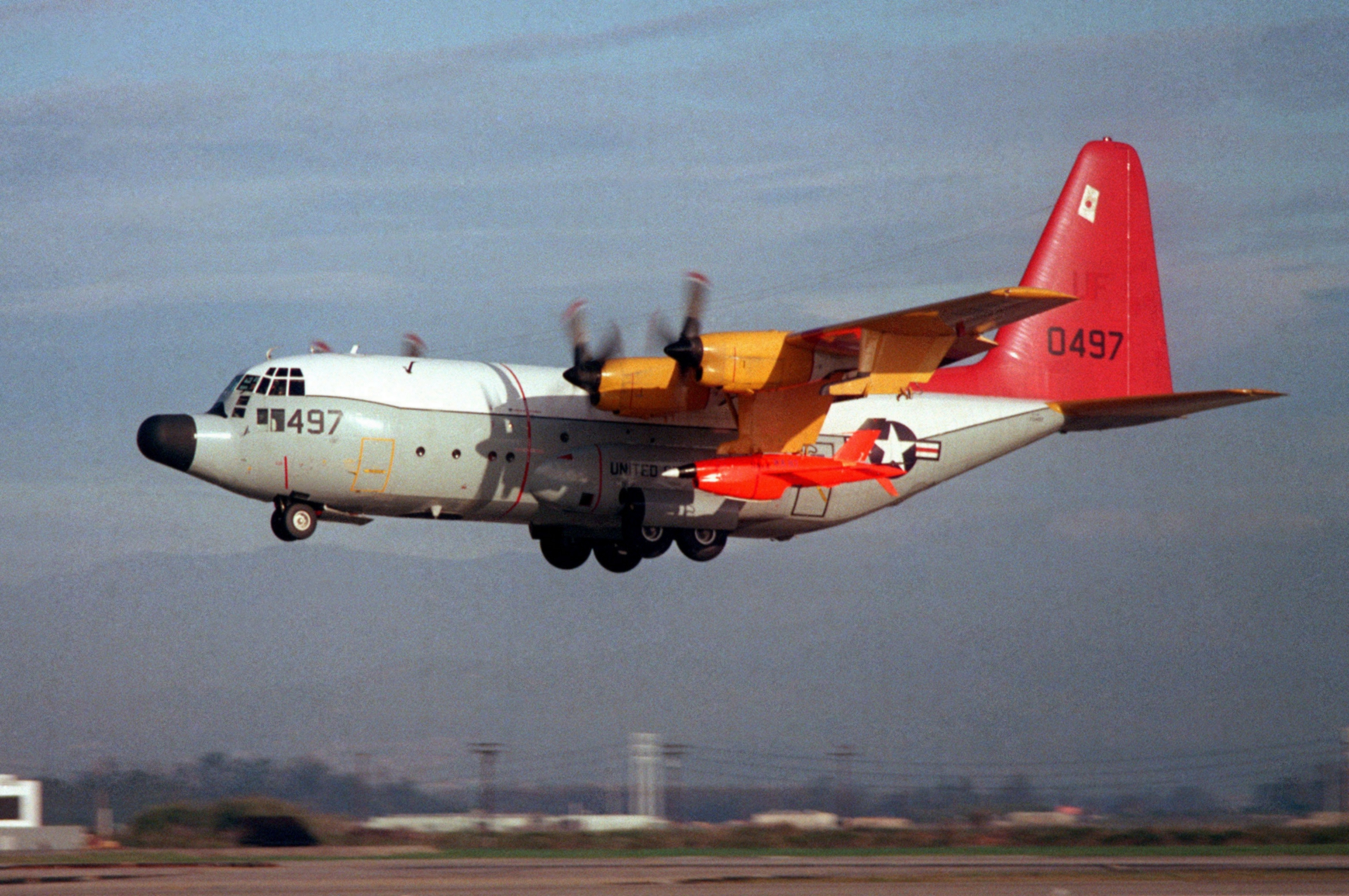
BQM-34 ファイヤービーを搭載したDC-130A

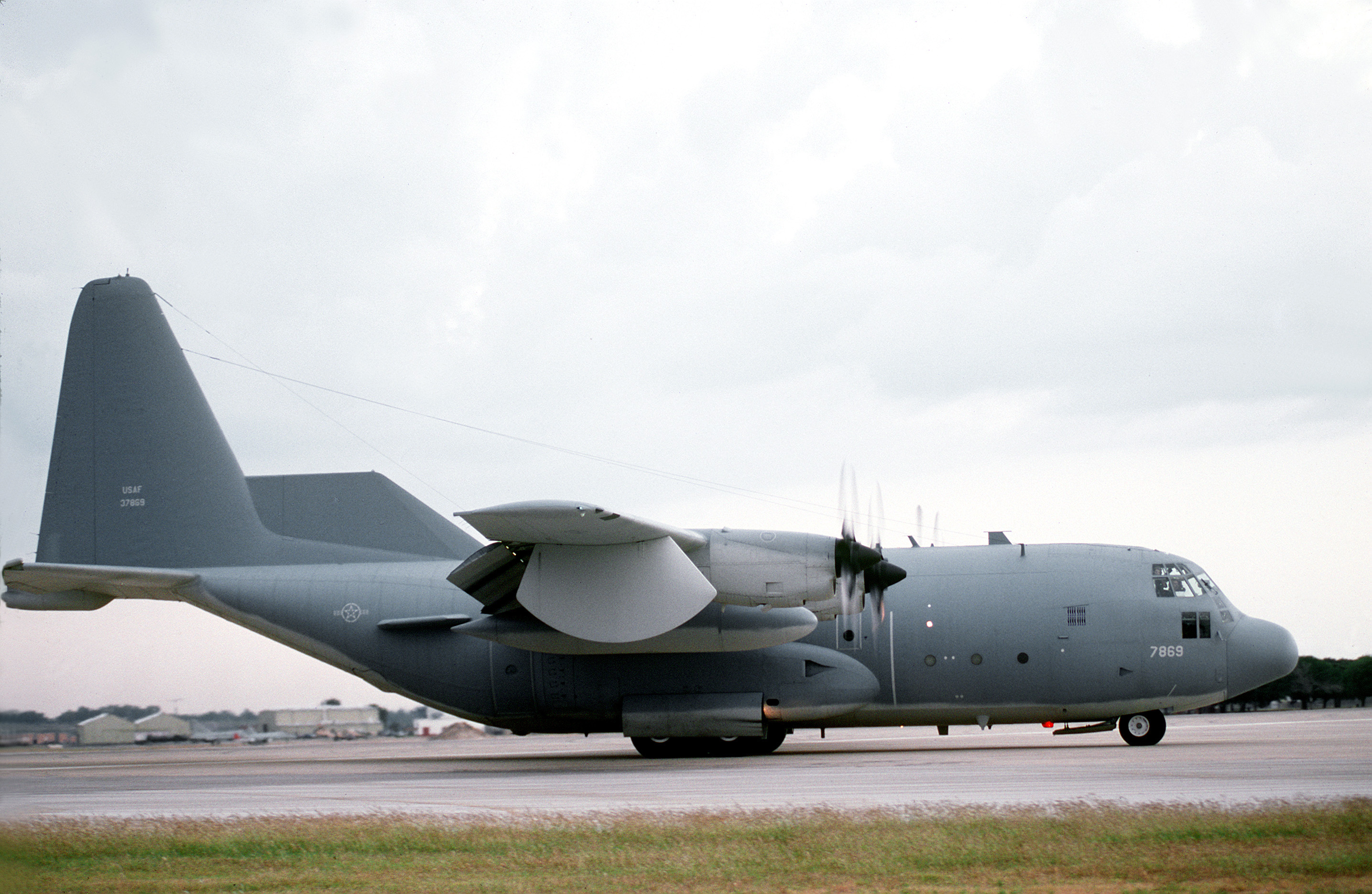
EC-130E（RR）リベット・ライダー

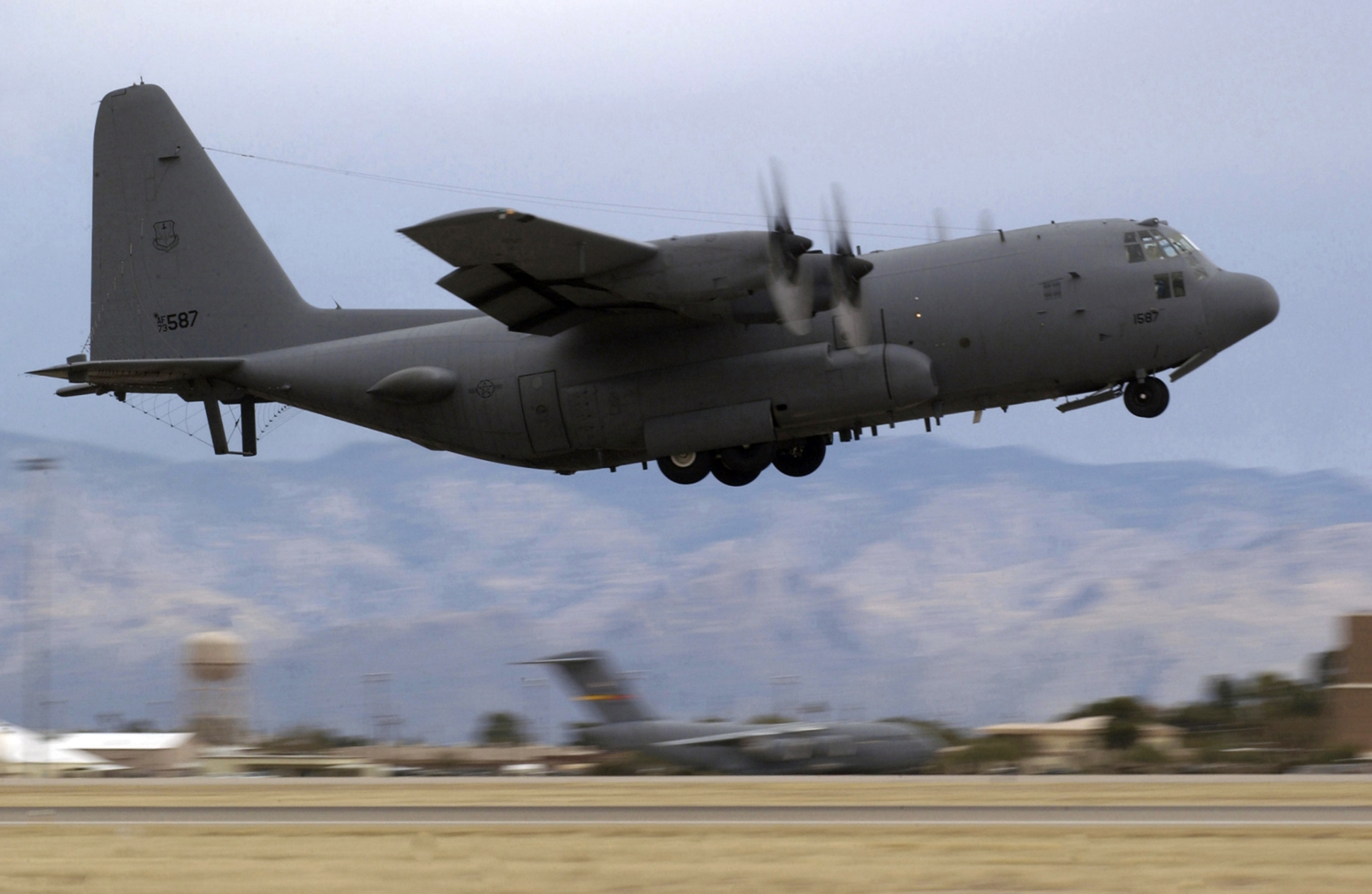
EC-130H コンパス・コール

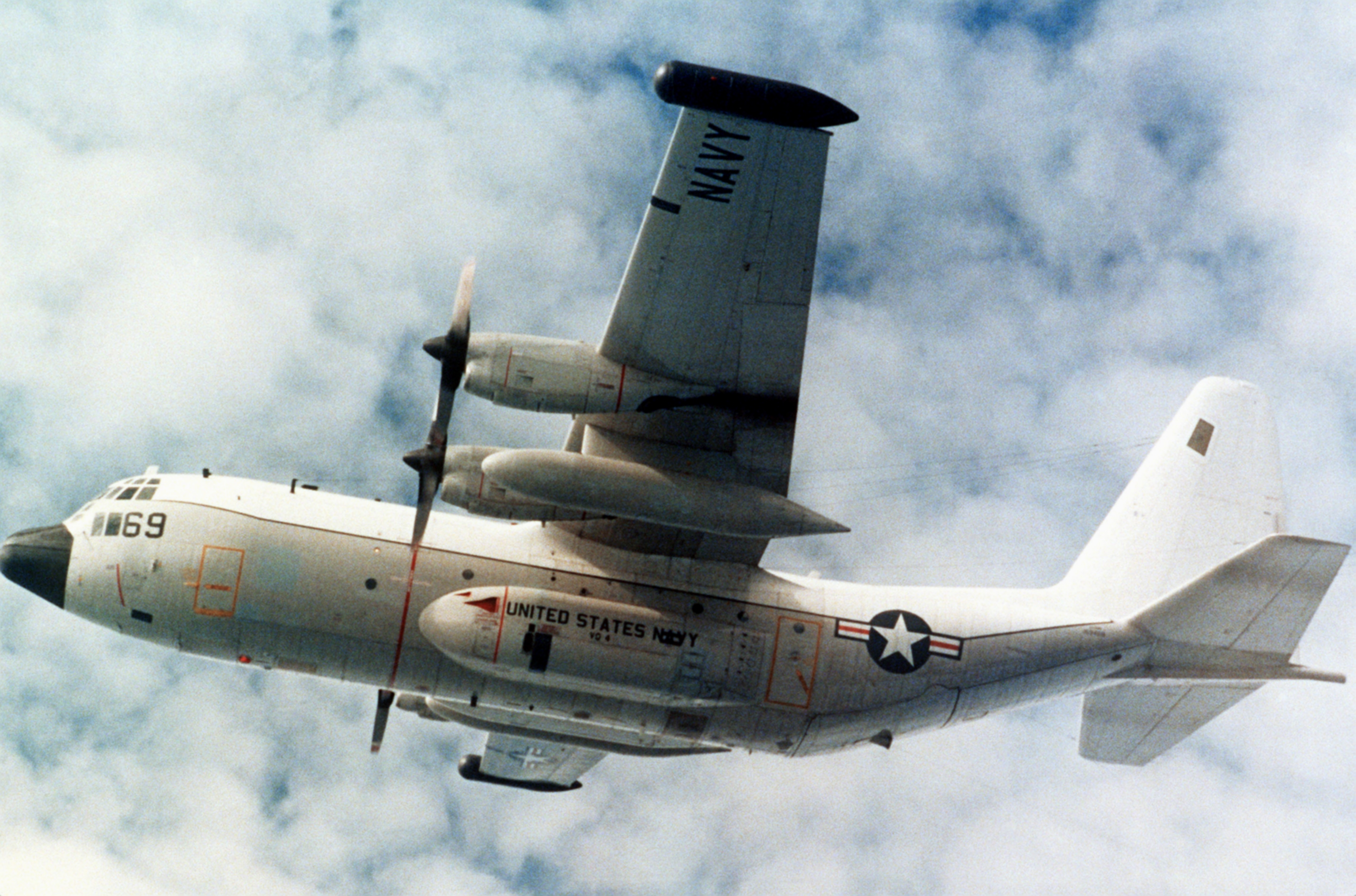
EC-130Q

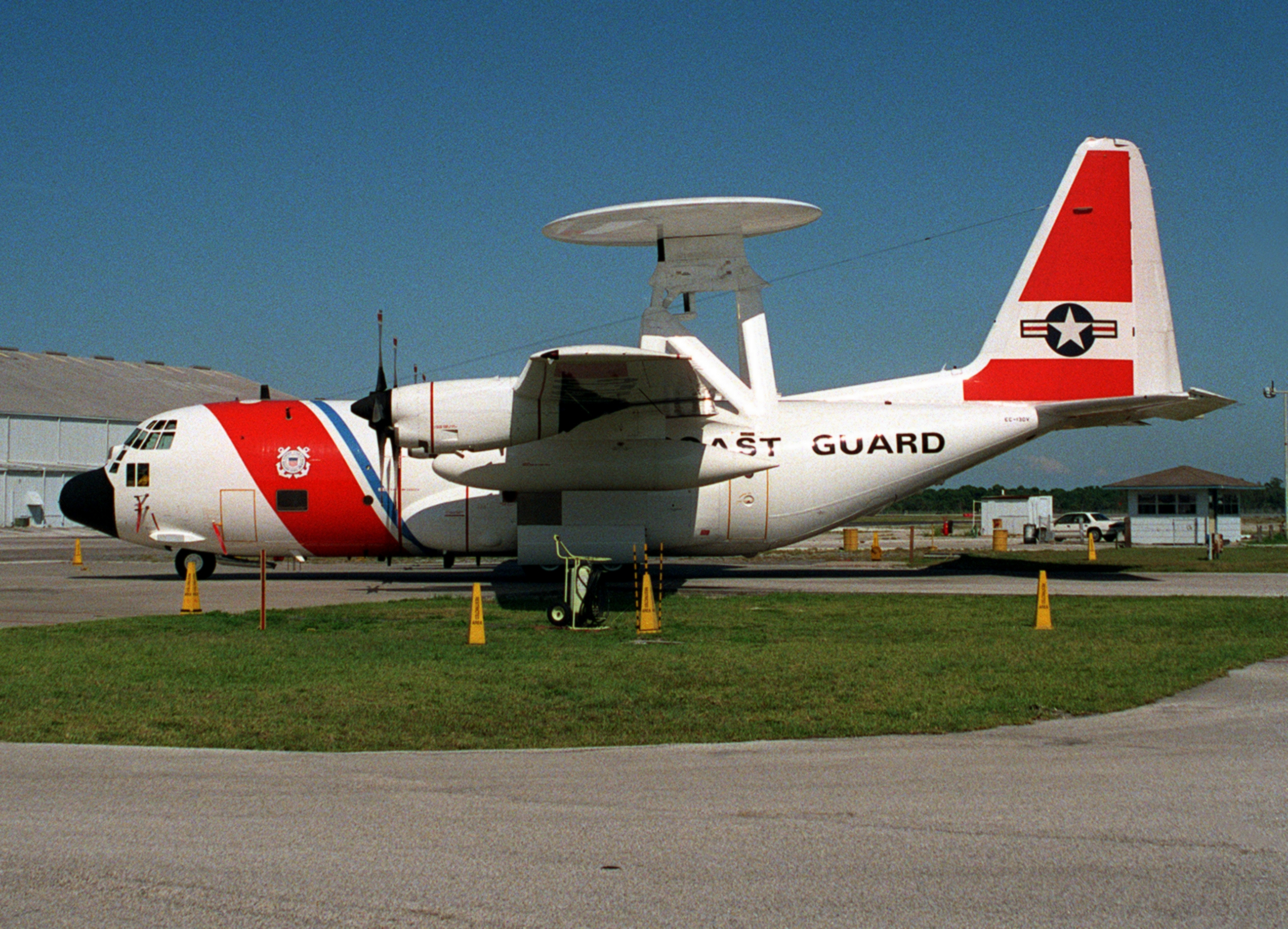
EC-130V（アメリカ沿岸警備隊所属機）

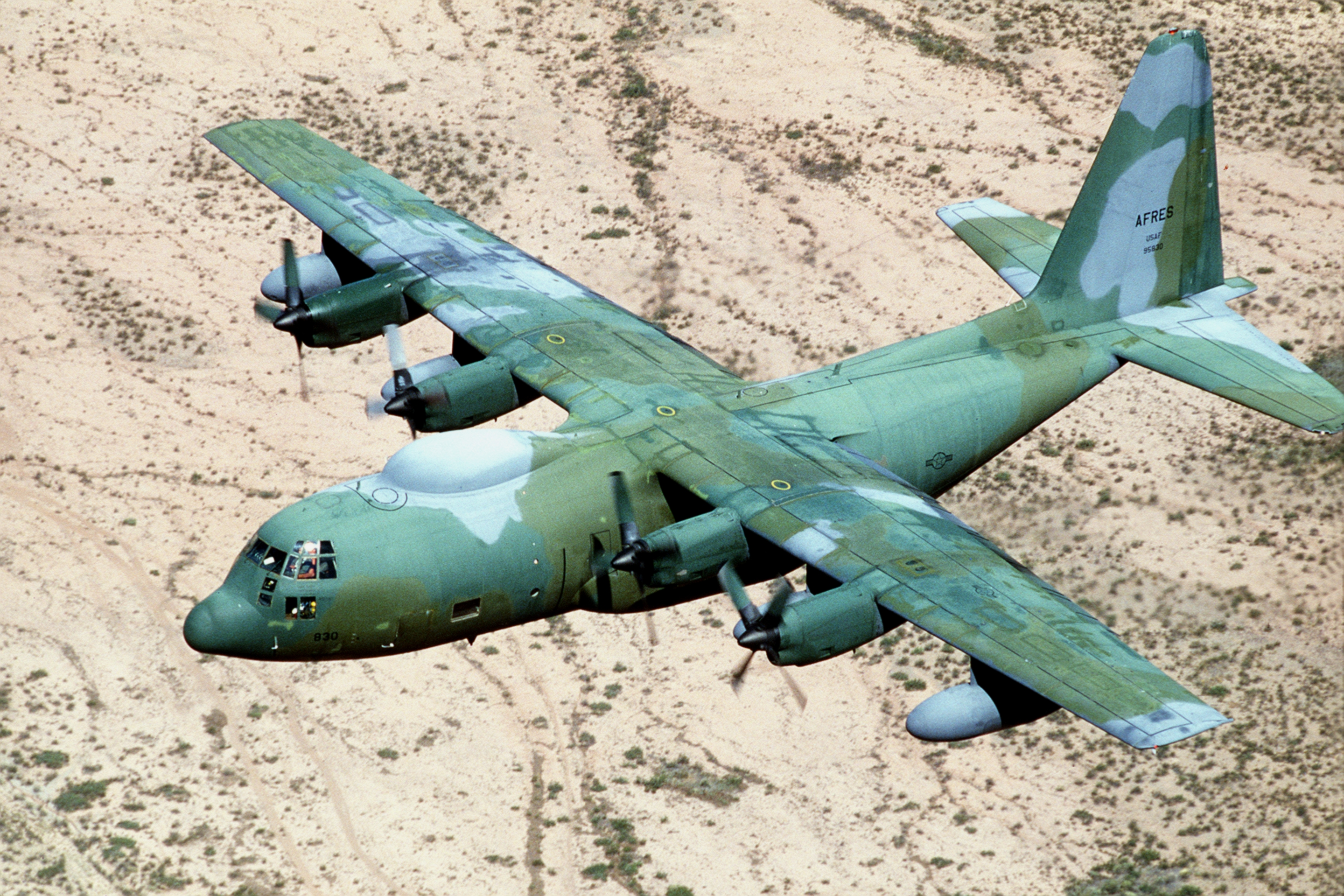
HC-130N コンバット・キング

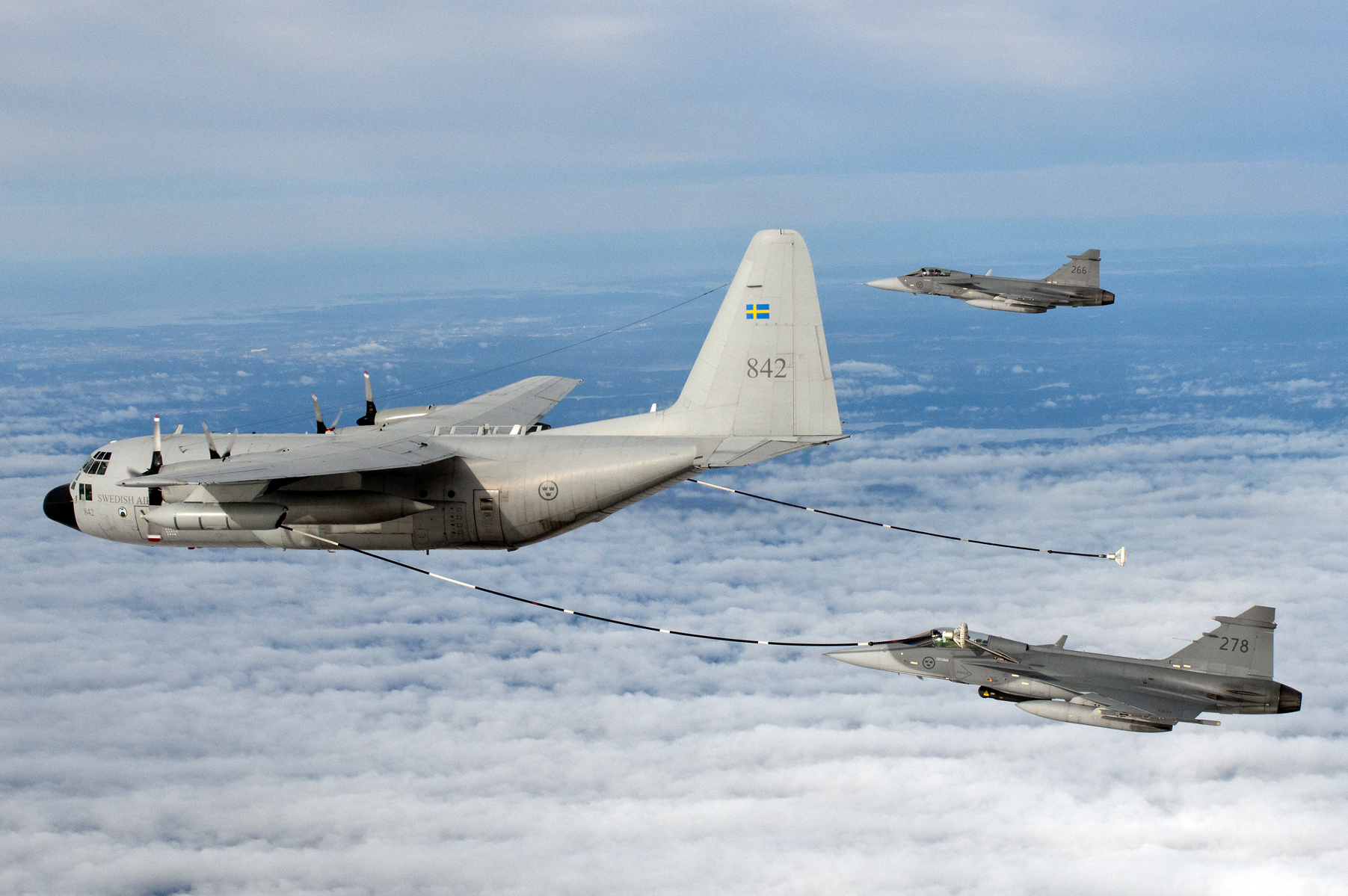
JAS 39に空中給油を行うKC-130H

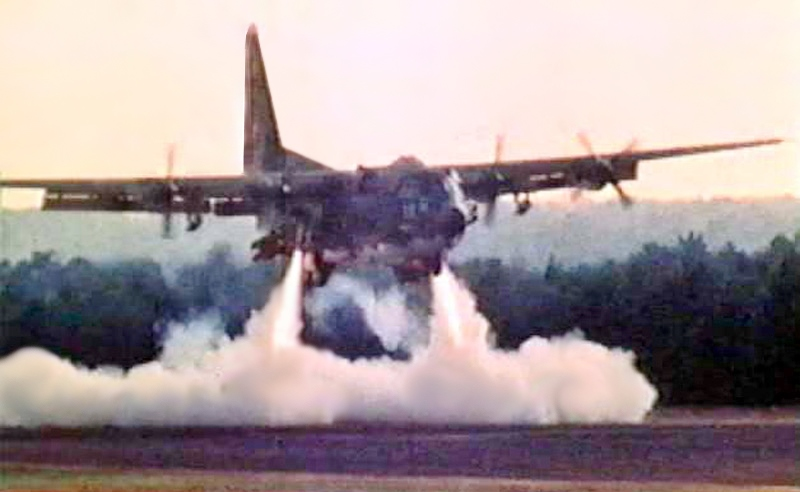
各部にブースターを増設したYMC-130H

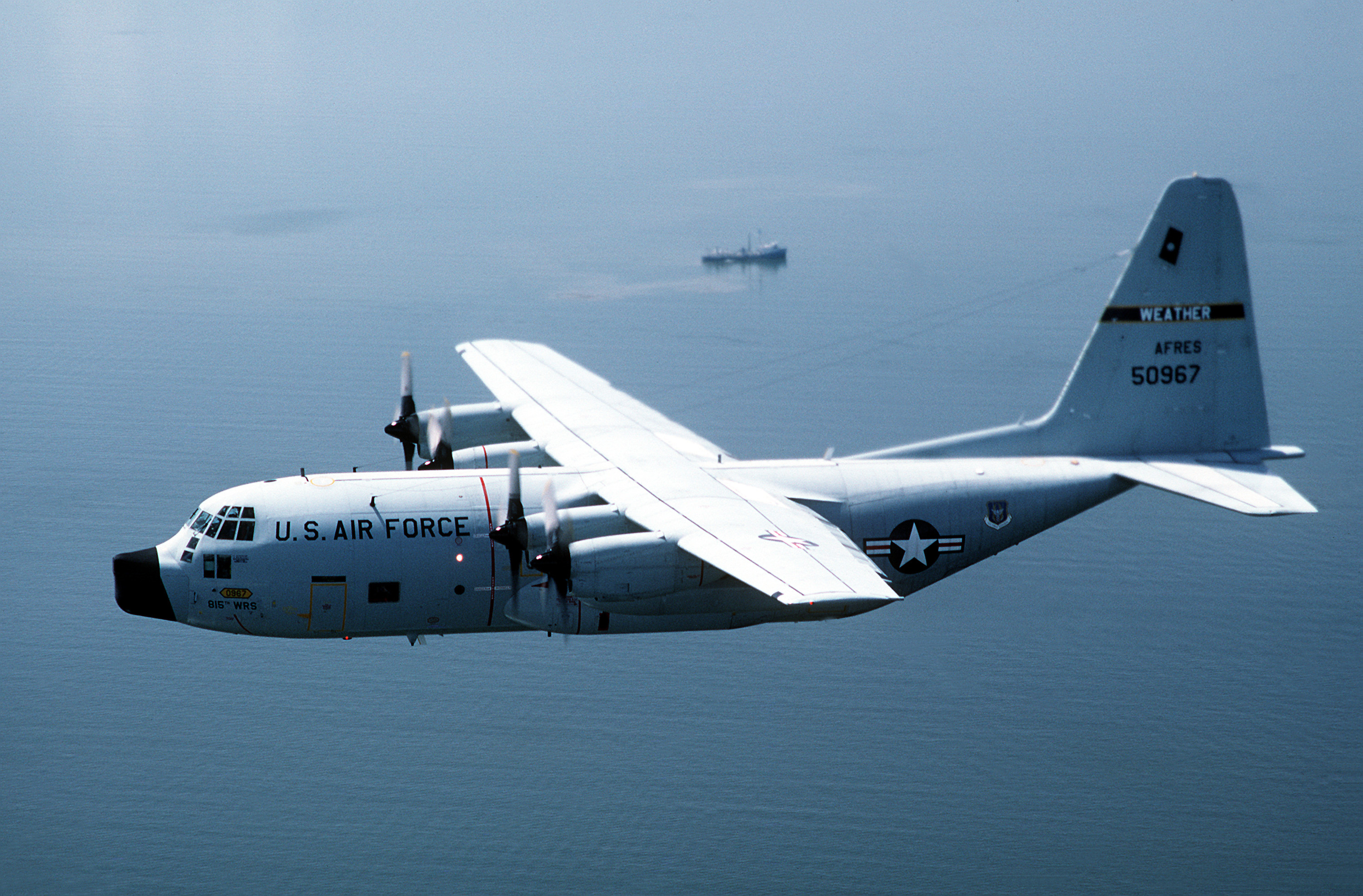
WC-130H ハリケーン・ハンター

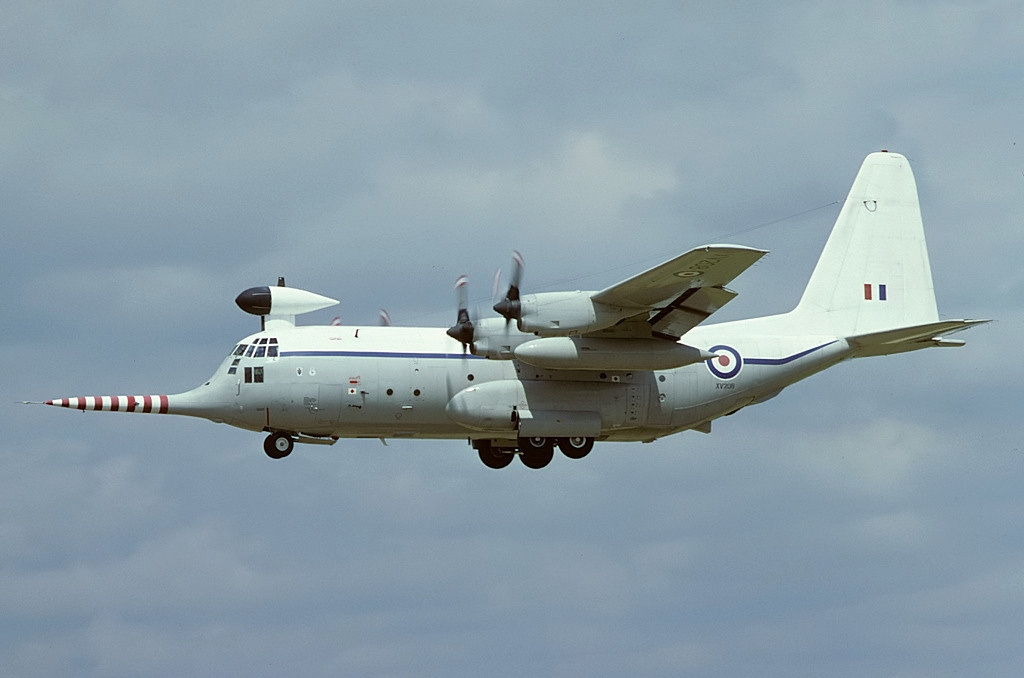
ハーキュリーズ W.2

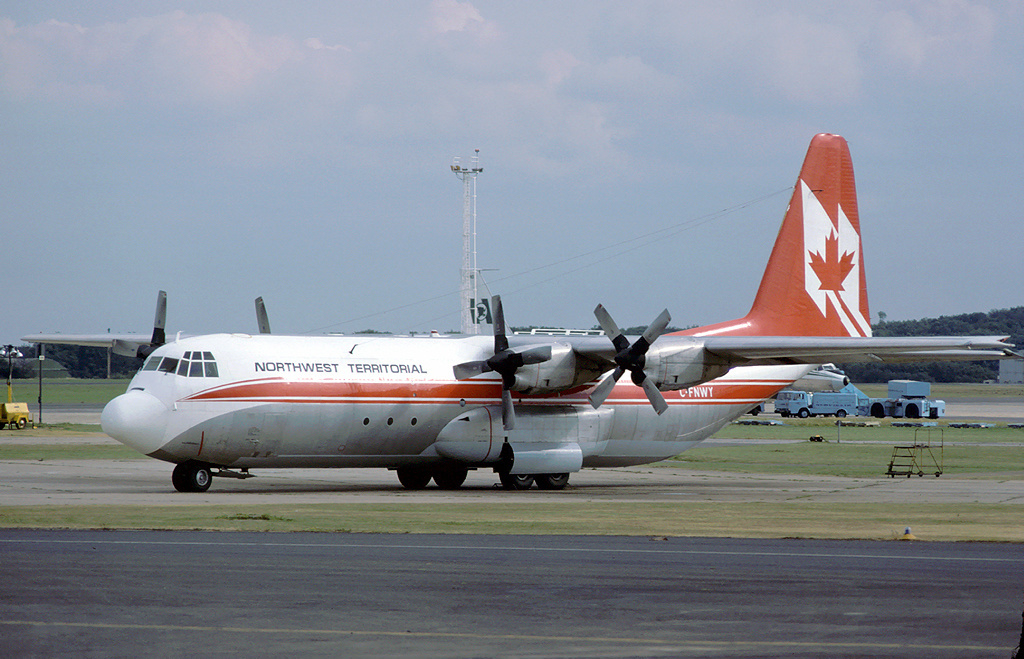
L-100-30

AC-130
ガンシップ型。
2015年7月からは発展改良型AC-130W スティンガーや長胴型最新機AC-130J ゴーストライダーに更新が進んでいる。
DC-130A/E
無人標的機管制型。
EC-130
電子戦機型。
メーカーが製造した機体以外にも、供与国で独自改造した同等機が存在する。
EC-130E 通称：コマンド・ソロ（Command Solo）
テレビなどによる宣伝放送を行う心理戦・情報戦活動型。
EC-130E（RR）通称：リベット・ライダー（Rivet Rider）
コマンド・ソロの派生型。
EC-130E ABCCCIII
空中指揮統制センター型。
EC-130H コンパス・コール（Compass Call）
通信妨害機型。2024年9月時点で米空軍では14機中9機が退役しており、2026年に全機退役が予定されている。後継は10機のEA-37Bとなる。
EC-130G/Q
潜水艦と通信中継を行うTACAMO機型。
現在はE-6と交代済み。
EC-130V
E-2 ホークアイの早期警戒レーダーを搭載したAEW型。
アメリカ沿岸警備隊が海洋監視に使用する他、麻薬取締局が密輸の取締に使用している。
GC-130
地上試験型。
各種試験後は戦術輸送機として欧州NATO加盟国空軍へ配備された。
HC-130B/E
海洋捜索救難、海上哨戒、物資輸送を兼務する多目的型。
アメリカ沿岸警備隊が利用する。HC-130Bは当初R8V-1Gと呼称されていた。
HC-130H
アメリカ空軍の戦闘捜索救難機型。
アメリカ沿岸警備隊でも使用されており、こちらはC-130JをベースにしたHC-130Jに移行中。
HC-130N 「コンバット・キング」
空中給油機としての能力を付加した型。
アメリカ空軍2017年度予算でも調達が予定され、現在も新造が続く現行タイプである。
HC-130P 「コンバット・キング」
救出作戦支援型。
N型との差異はフルトン回収システムの有無だが、同システムはのちに撤去された。1996年に形式名が変更され、MC-130P 「コンバット・シャドウ」として特殊作戦型のMC-130シリーズに組み入れられた。
JC-130
暫定的な試験機型。射場でのミサイル追跡や偵察衛星から射出されたカプセルの回収に用いられたものもある。
KC-130F
翼下に給油ポッドを備えた空中給油/輸送機型。
KC-130R
KC-130Fの燃料搭載量増大型。機体はC-130H相当。海上自衛隊の保有するC-130Rの原型機でもある。
KC-130T
KC-130Rのアビオニクス近代化型。
KC-130T-30
KC-130Tの胴体延長型。2機のみ製造。
KC-130B
インドネシア空軍とシンガポール空軍のみで使用されている空中給油/輸送機型。
KC-130H
輸出向け空中給油/輸送機型。
TK.10
スペイン空軍でのKC-130Hの呼称。
ハーキュリーズ C.1K
イギリス空軍独自の空中給油機型。機体はそのままで貨物室に空中給油装置を備える。
フォークランド紛争後間もないフォークランド諸島でマウント・プレザント空軍基地が完成するまでの間応急的に使用された機体であり、既に退役済。
LC-130
南極大陸観測支援機型。
MC-130
特殊部隊支援機型。特殊部隊の潜入・退去・補給および捜索救難活動を主用途とする。
現在は湾岸戦争による戦訓から改良された新型機を運用しており、1年あたり約3機程の新造調達が続いている。
当初からMC-130として作られたもののほか、C-130からの改修、HC-130シリーズからの分類変更など、いくつかのバリエーションがある。
YMC-130H「クレディブル・スポーツ」
イーグルクロー作戦失敗に伴う二度目の救出作戦に投入される予定だった改造機。サッカースタジアムへの離着陸を想定し離陸用、着陸・降下速度減速時の逆噴射用のブースターロケットを増設。着陸試験中に事故を起こしたため実用化されず。
NC-130
特殊試験機型。
PC-130
洋上哨戒機型。
マレーシア空軍とインドネシア空軍に少数機が輸出される。シンガポール軍が採用選考中。
RC-130A
偵察機型。写真測量に用いられた。
RC-130H
パフラヴィー朝時代のイラン空軍が採用したとされる情報収集型。詳細は不明。
SC-130B
捜索救難機型HC-130Bに当初用いられていた形式のひとつ。
TC-130
アメリカ海軍の訓練/汎用輸送機型。空軍のHC-130から改造した機体もあるが、専用型の必要性はないと判断され兵站支援に用いられた。
TC-130G
アクロバットチーム「ブルーエンジェルス」の専用支援機「ファットアルバート」の初代として、1機だけ運用されていた機体。C-130Gのうち1機（151891）の用途を変更して、1970年より運用を開始し、支援機としての機材輸送だけでなく、自らもJATOを使用しての短距離離陸をデモンストレーションとして行っていた。
VC-130
VIP輸送機型。エジプト空軍やサウジアラビア空軍が使用。
WC-130 ハリケーン・ハンター
気象観測機型。HC-130Hから改造された機体も存在。
ハーキュリーズ W.2
イギリス空軍が1機だけ運用していた、ハーキュリーズ C.1の気象観測機型。
L-100（L-382）
C-130Eをベースにした民間型。シリーズ累計で115機生産。1965年に形式証明を取得。
L-100-20
L-100の胴体を2.54m延長した胴体延長型。新規製造機とL-100からの改造機が存在する。
少数製造のみに留まったが、中型戦術輸送機を必要としていたペルー空軍が主力輸送機として運用中。
L-100-30
L-100-20の胴体をC-130H-30と同等まで延長した型。
アメリカ南部テキサス州のダラス・フォートワース国際空港にてDFWグループ専用機として運用されている機材が、世界で最も大規模な空港から関連組織との連絡業務に就いている。
空軍組織としての採用ではアラブ首長国連邦空軍（ドバイ及びアブダビ首長国含む）が有名である。

## 運用史
C-130は開発の目的通りの短距離離着陸性能と不整地離着陸性能を発揮し、世界各国に導入されて砂漠から南極まで幅広い地域で運用された。貨物の輸送、空挺部隊の展開といった任務の他、“デイジーカッター”の名で知られる大型爆弾BLU-82や、MOABことGBU-43/Bの投下母機としても用いられている。また、貨物室に消火剤散布装置を搭載することで容易に消防機とすることも可能であり、アメリカでは大規模な山火事が発生した際にしばしば出動している。これらは本機の大きな搭載能力を活かした例といえる。

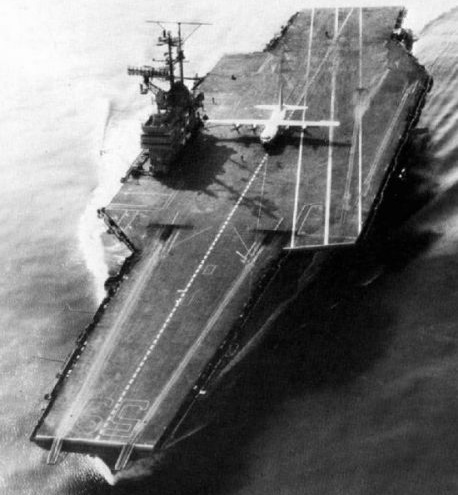
空母「フォレスタル」艦上で試験中のKC-130F

1963年には航空母艦「フォレスタル」で発着艦実験を行ったことさえある。カタパルトやアレスティング・ワイヤーなどを用いることなく（艦上機ではないので発着艦に利用する機材へ全く対応しておらず、使用することは不可能である）発艦・着艦ともに成功している。大型過ぎて実際に運用するのは困難とされ実験以上の段階には進まなかったものの、本機の短距離離着陸性能の高さを示す一例である。
珍しい例としては、1982年のフォークランド紛争において、アルゼンチン空軍のC-130は主翼下の増槽装着部を改造して航空爆弾用パイロンを装着できるように改造され、代用爆撃機として運用された。このC-130改造爆撃機はイギリス海軍に徴用されていた民間船舶を攻撃し、爆弾を2回命中させている。ただし、2回とも不発であったため大きな損害を与えることはできなかった。
台湾の澎湖諸島では春節（旧正月）の時期に民間航空会社の座席が足りなくなった際、座席を手配できなかった住民のために一般旅客を搭乗させて澎湖〜台北間の運送を行うことがある。
チリ空軍のC-130は2019年12月9日に南極に向かっている途中で消息を絶ち、乗客乗員38人全員が死亡したと認定された（2019年チリ空軍C-130墜落事故）。

### 採用国一覧
J型も採用した国は太字で示す。
- アフガニスタン
- アルジェリア
- アンゴラ
- アルゼンチン
- オーストラリア
- オーストリア[注 3]
- バングラデシュ
- ベルギー
- ボリビア
- ボツワナ
- ブラジル
- カメルーン
- カナダ
- チャド
- チリ
- 中華民国（台湾）
- コロンビア
- デンマーク
- エクアドル
- エジプト
- エリトリア
- エチオピア
- フランス[注 4]
- ガボン[注 5]

- ギリシャ[注 6]
- ホンジュラス
- インド
- インドネシア
- イラン
- イラク
- イスラエル
- イタリア
- 日本
- ヨルダン
- クウェート
- リベリア
- リビア
- マレーシア
- メキシコ
- モロッコ[注 7]
- オランダ
- ニュージーランド
- ニジェール
- ナイジェリア
- ノルウェー
- オマーン[注 8]
- パキスタン[注 9]
- ペルー

- フィリピン
- ポーランド
- ポルトガル
- ルーマニア
- サウジアラビア
- シンガポール[注 10]
- 南アフリカ共和国[注 11]
- 韓国
- スペイン
- スリランカ
- スーダン
- スウェーデン
- タイ
- チュニジア
- トルコ
- アラブ首長国連邦
- イギリス
- アメリカ合衆国
- ウルグアイ
- ベネズエラ
- ベトナム共和国
- イエメン
- ザンビア

この他にも民間企業が民間型L-100や中古機を利用している。

### 日本での運用
自衛隊のほか、海上保安庁でも1965年に長距離救難機としてC-130の導入を検討したものの、同年のマリアナ海域漁船集団遭難事件を受けてYS-11Aが緊急導入されたため、実現しなかった。

#### 航空自衛隊

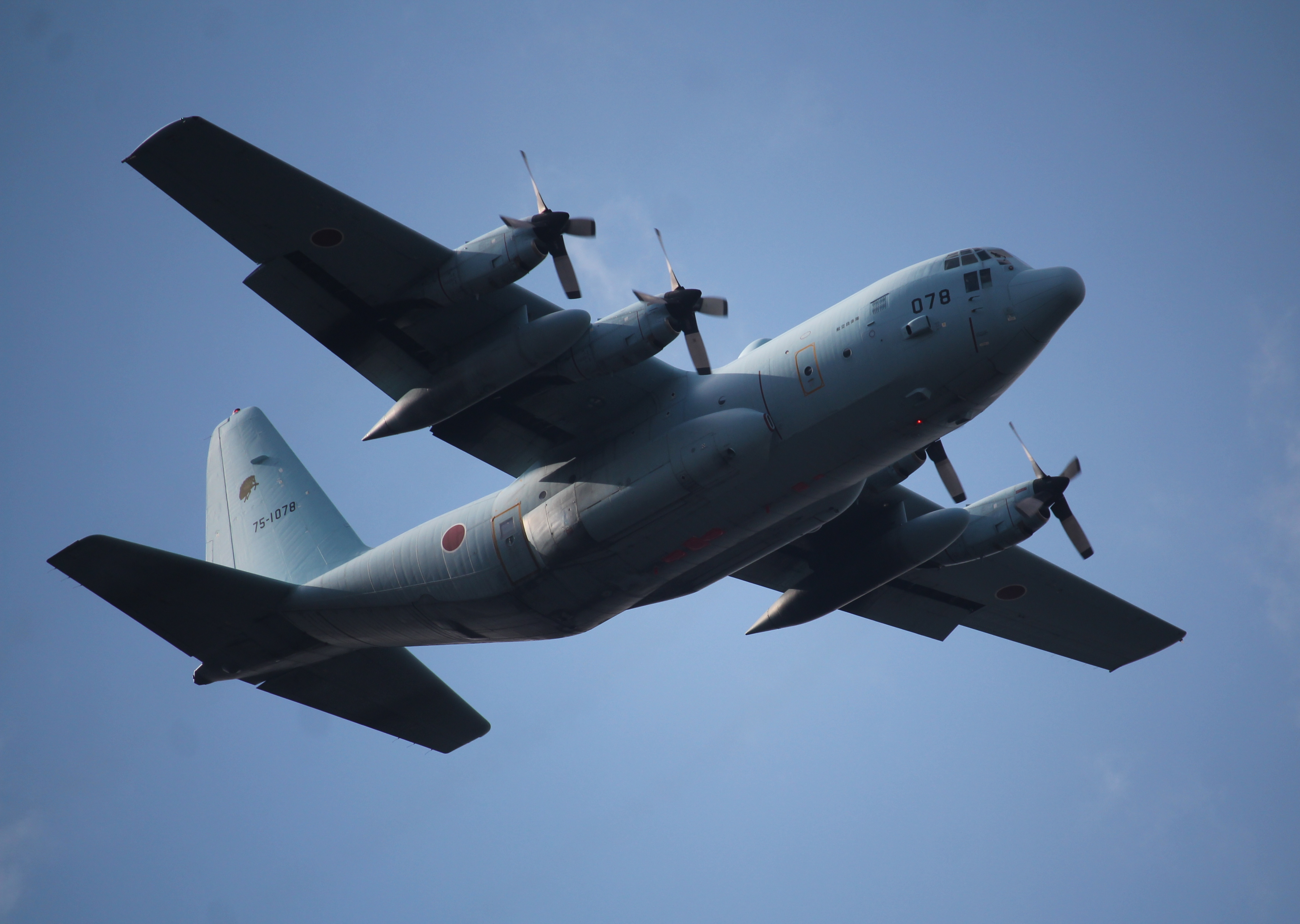
航空自衛隊のC-130H

航空自衛隊では、1960年代中盤のC-46後継機（C-X）計画の時点でC-130の導入も検討されており、C-X計画によって国内開発されたC-1の価格が高騰した際には財務当局からもC-130の輸入を提案されたこともあったが、この時点では空自主要滑走路のほとんどがC-130の正規運用に耐えるだけの強度を持たなかったために見送られたという経緯があった。しかしその後、アメリカ施政権下の小笠原諸島および沖縄の本土復帰が実現すると、C-1では国内基地間の空輸ですら航続力不足の問題が顕在化した。航空自衛隊では、C-1輸送機36機（3個飛行隊分）の整備を構想しており、五三中業でちょうど24機（2個飛行隊分）に達するところであった。続く五六中業では長距離中型輸送機の整備も検討されており、C-1ストレッチ型やC-160、YX767、そしてC-130Hが俎上に載せられていたが、同中業では他にも重要事業が目白押しで、見通しは明るくなかった。しかし長距離中型輸送機の整備が実現しないままC-1の調達を継続した場合、長距離輸送機の導入は、C-1が退役する時期までできない恐れが強かった。他方、C-130Hの価格はC-1と大差がなかったため、取得機種をC-1からC-130Hに変更しても、経費的な問題はないものと考えられた。
このことから、航空自衛隊では、1個飛行隊分の調達をC-130Hに振り替えることとした。これは政治的な要請として日米貿易摩擦の緩和にも役立ったほか、下記の経緯により、極東有事時に実施される宗谷海峡機雷封鎖への協力も求められた。まず1981年8月に2機がFMS調達されて、1983年12月にアメリカにて領収、空自史上初の太平洋横断空輸によって1984年3月14日に小牧基地に着陸し、実用試験・試験運用に供された。同年9月の部隊使用承認を受けて、第1輸送航空隊がC-1からC-130Hへの機種変更を開始した。1998年までに16機を購入しており、2025年3月末時点の保有数はC-130Hが13機、KC-130Hが3機である。なお最終号機である16号機（機体番号：85-1086）はロッキード社で生産された最後のC-130Hである。
これらのC-130Hは防衛省・自衛隊の海外派遣でも運用されており、2004年3月3日-2008年12月まで実施された航空自衛隊のイラク派遣においては、地上からの視認性を低下させるために水色に塗装されたC-130Hがクウェートの飛行場とイラクの飛行場との間で輸送活動を行った。2021年8月のターリバーンによるアフガニスタン制圧の際は、在アフガニスタン・イスラム共和国邦人等の輸送（詳細は同記事参照）に小牧基地（第401飛行隊所属）のC-130Hが2機派遣され、パキスタンのイスラマバード（中継拠点）とカブール空港とを行き来して邦人等を退避させる任に充てられた。また2006年10月には航空機動衛生隊が編成され、C-130Hを航空医療後送（AE）ミッションに用いるための機動衛生ユニットが配備された。
また2005年頃には、UH-60J救難ヘリコプターに対してプローブ・アンド・ドローグ方式での空中受油能力が付与されることになったのに伴って、本機が給油母機として選定された。これは主翼下に空中給油ポッド、カーゴベイ内に追加燃料タンク用の配線・配管、コクピットにこれらを制御・監視する機器を追加するもので、空中給油機として活動する際にはKC-130Hと称される。空中給油ポッドはコブハム900Eをボーイングで改修したMk.32Bが用いられており、プローブ接続は速度0.6メートル毎秒から、分離は1.2メートル毎秒までの広範囲で可能である。燃料の転送圧力は最大120 psiまで対応できるが、空自の場合、UH-60J側のシステムの都合から、最大55 psiに設定されている。ドローグとしては汎用性の高い可変抵抗ドローグ（VDD）を採用し、MA-4接続カップリングと組み合わせているが、これはアメリカ空軍のMC-130Hと同じ組み合わせである。ドローグを安定させるための最低速度は105ノット、逆に上限は180ノットである。追加燃料タンクとしては、パレットに固定された1,800ガロンのツインタンクが用いられており、ロールオン/オフを謳ってはいるが、実際には機体の燃料システムとの接続・点検作業の手間もあり、輸送任務を兼任している空自KC-130Hでは、使用機会は限定される。改造初号機（機体番号：85-1080）が、2010年2月25日に第401飛行隊に配備された。ただし2021年現在で3機が改修されたのみであるため、それぞれの部隊に対して1－2か月に1回程度の訓練機会しか提供できておらず、空中給油を実施できる要員の養成が課題となっている。
修理は川崎重工業が請け負っている。

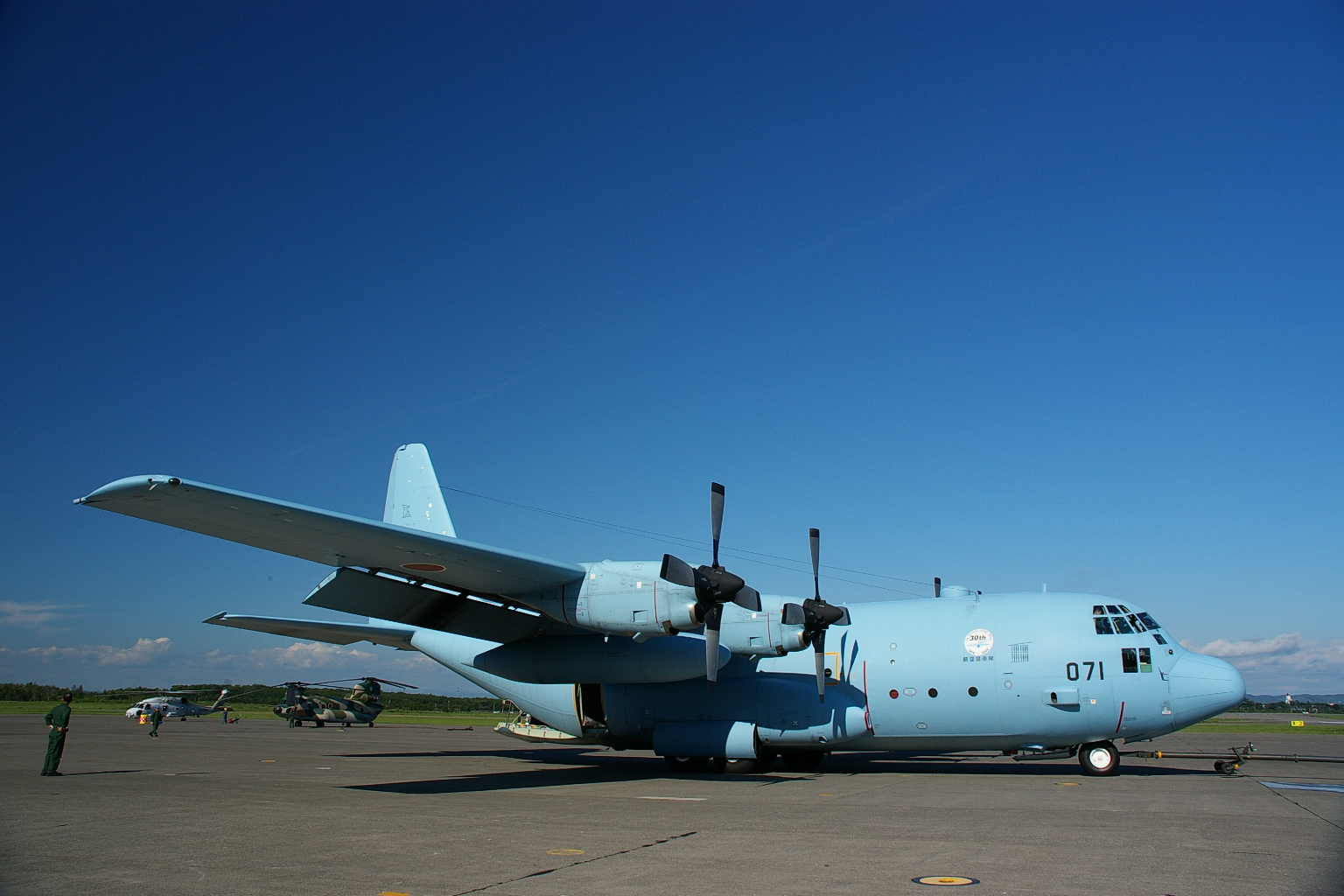
イラク派遣仕様のC-130H
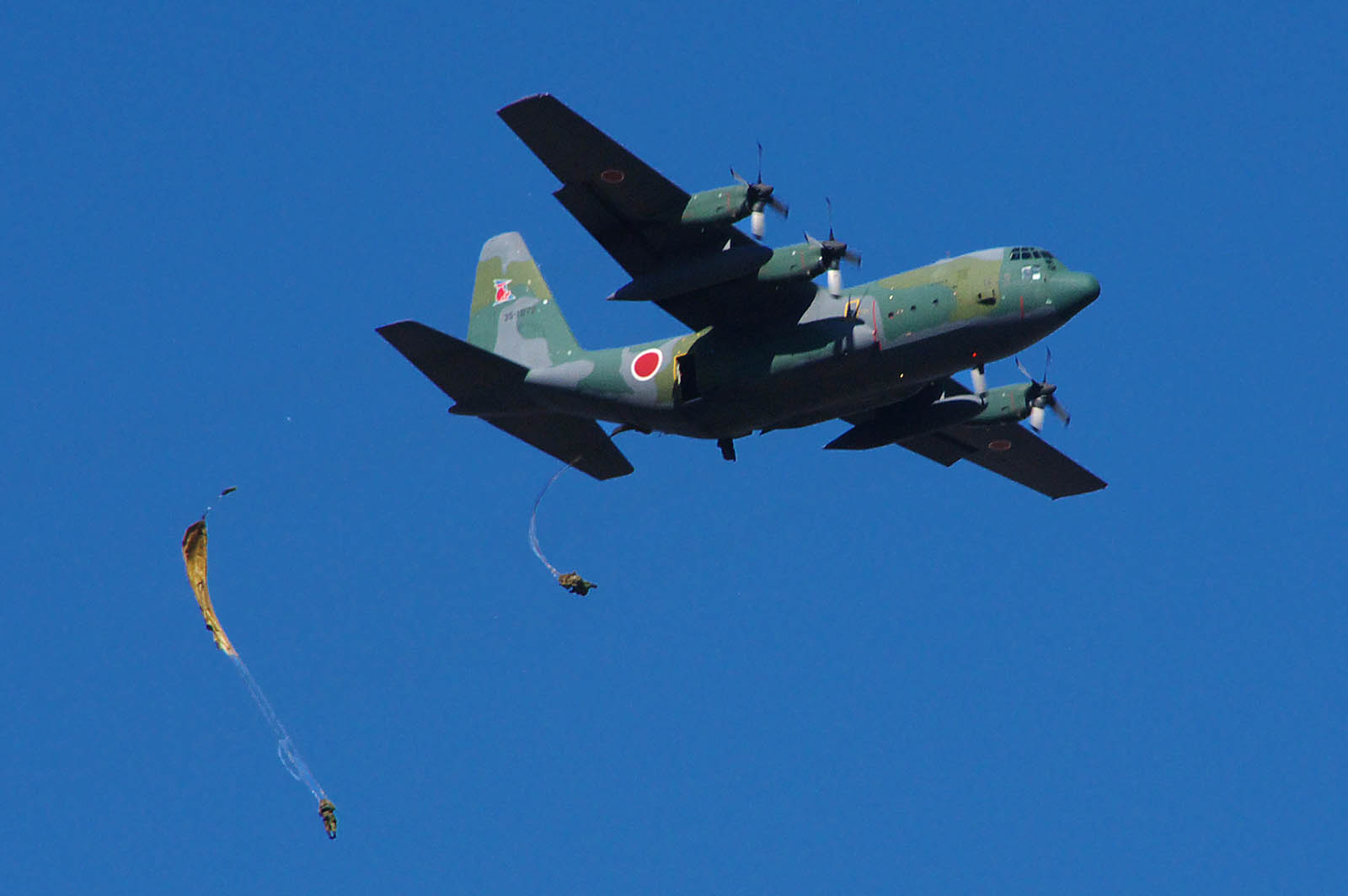
C-130H支援の第1空挺団降下
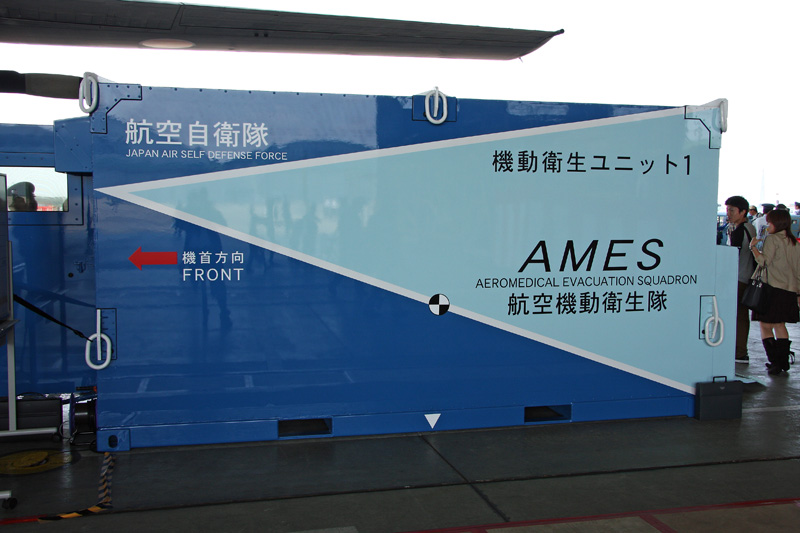
機上医療用の機動衛生ユニット
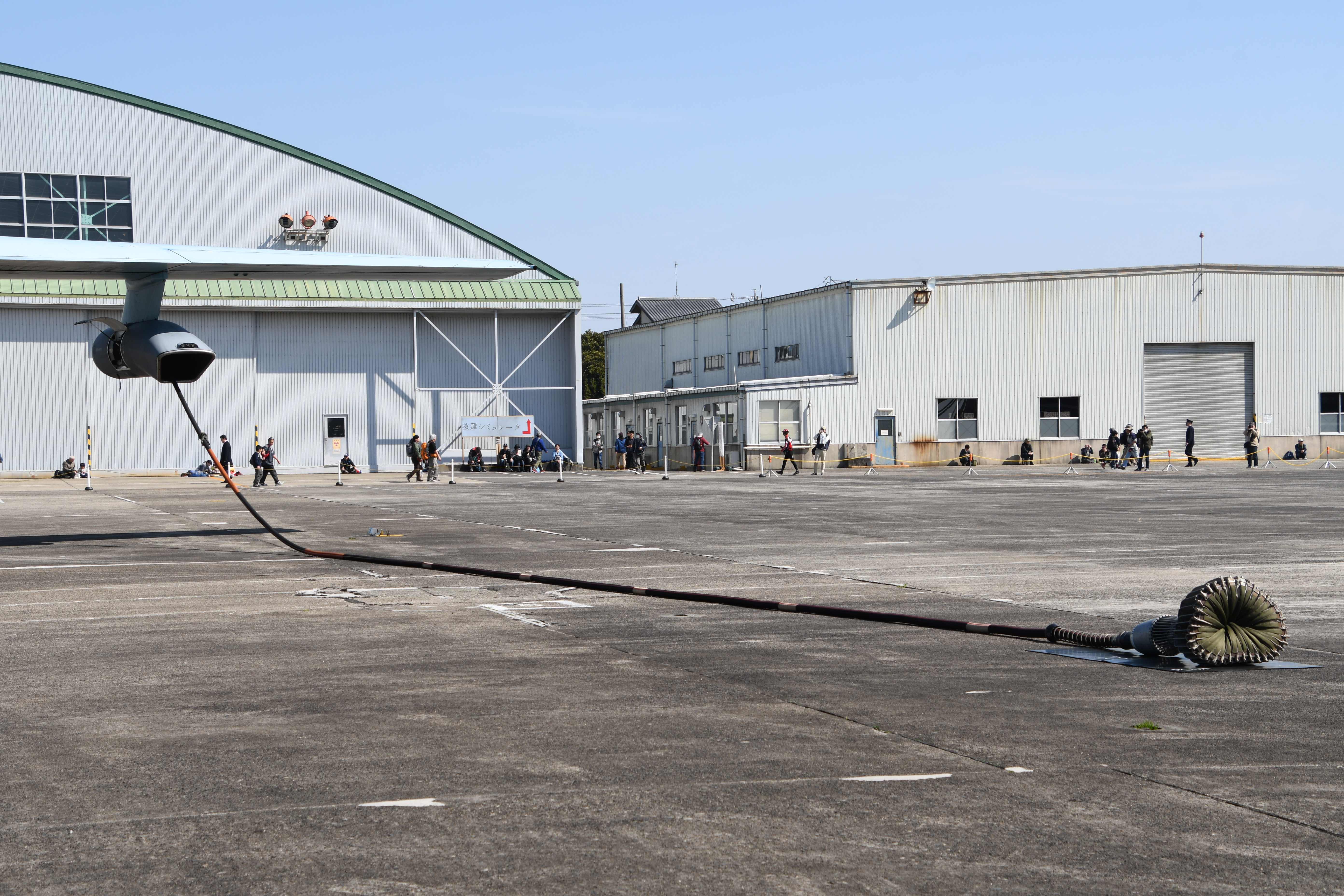
給油ポッドとホース、ドローグ
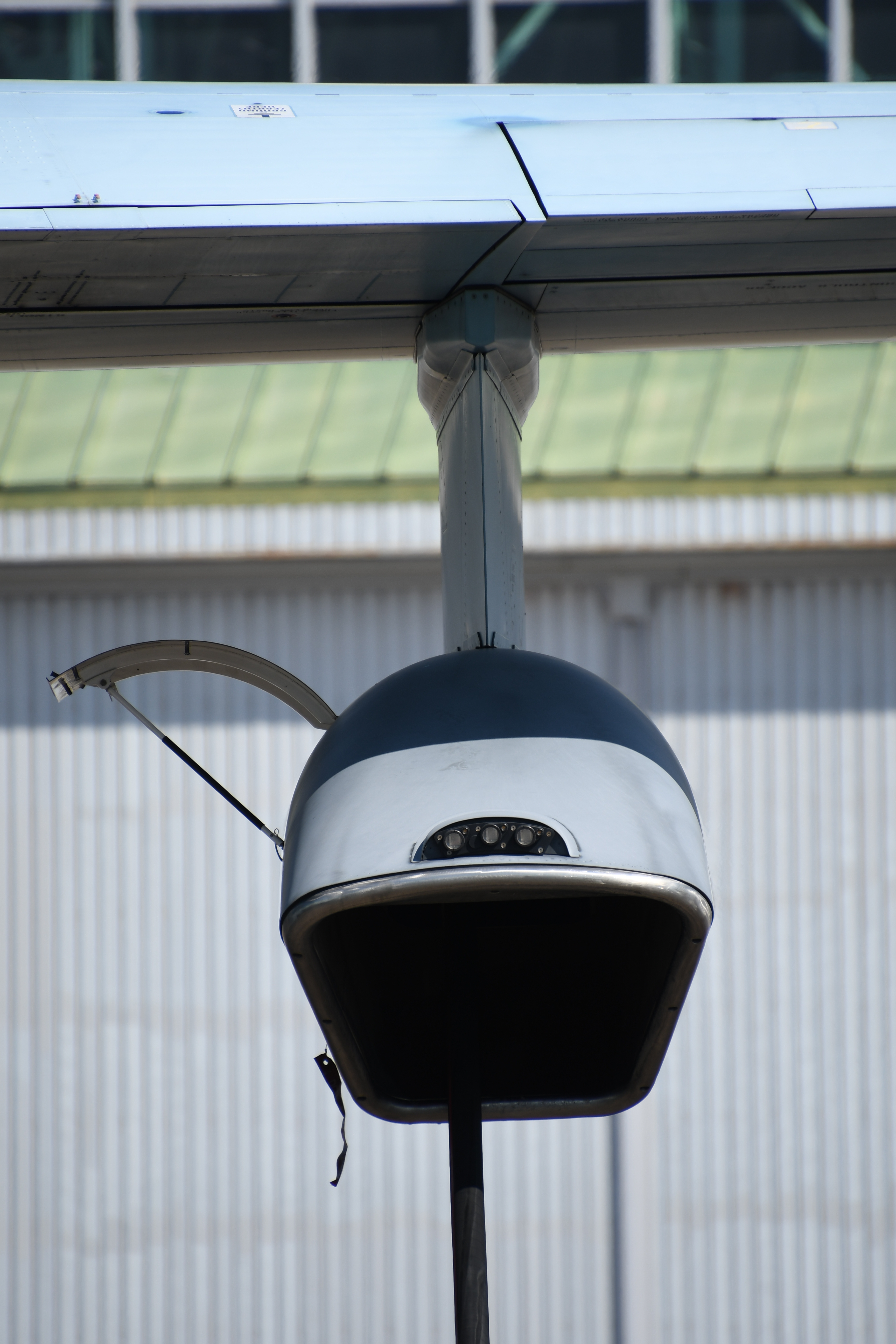
給油ポッド開口部上方のステータスライト
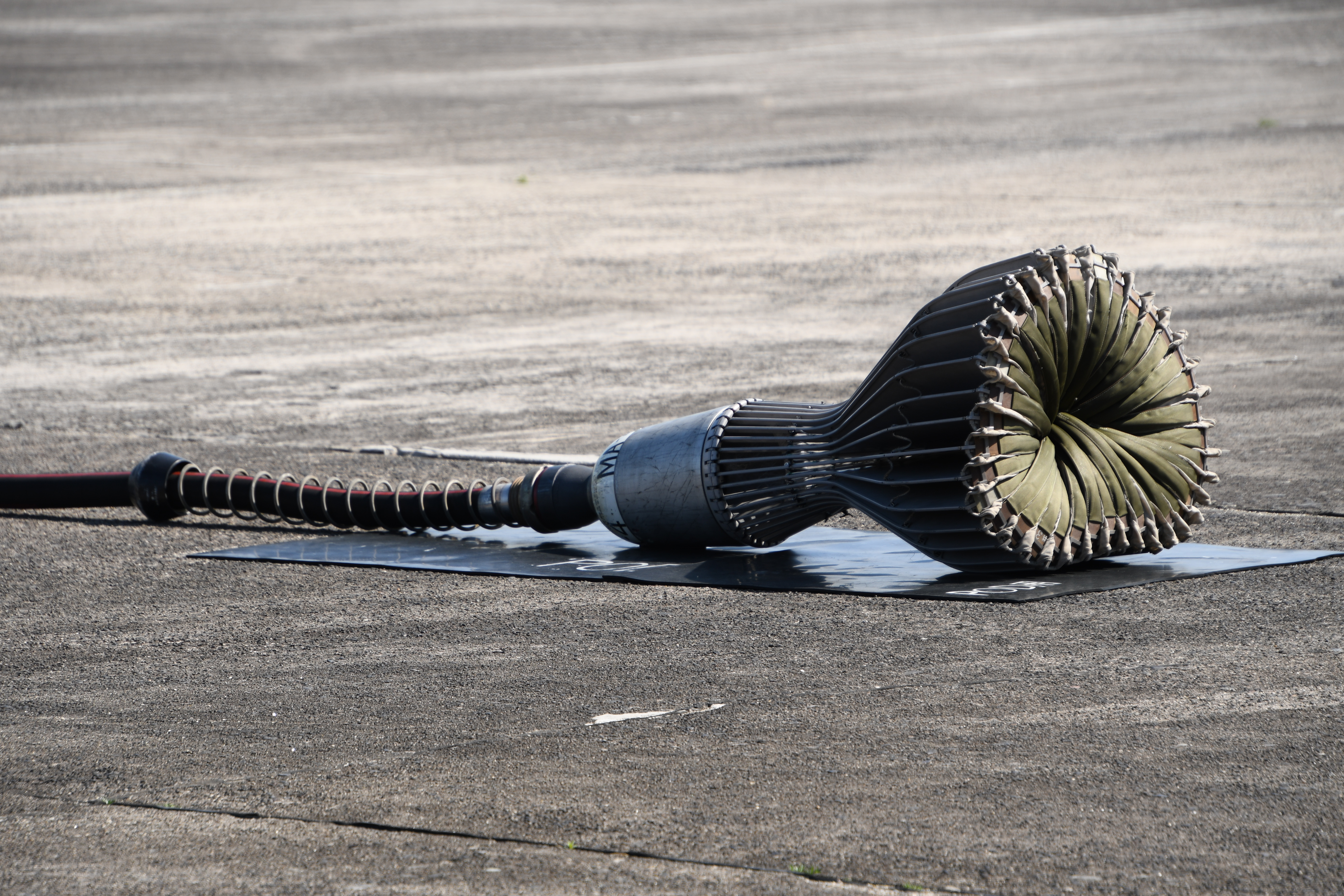
閉傘状態のドローグ

#### 海上自衛隊

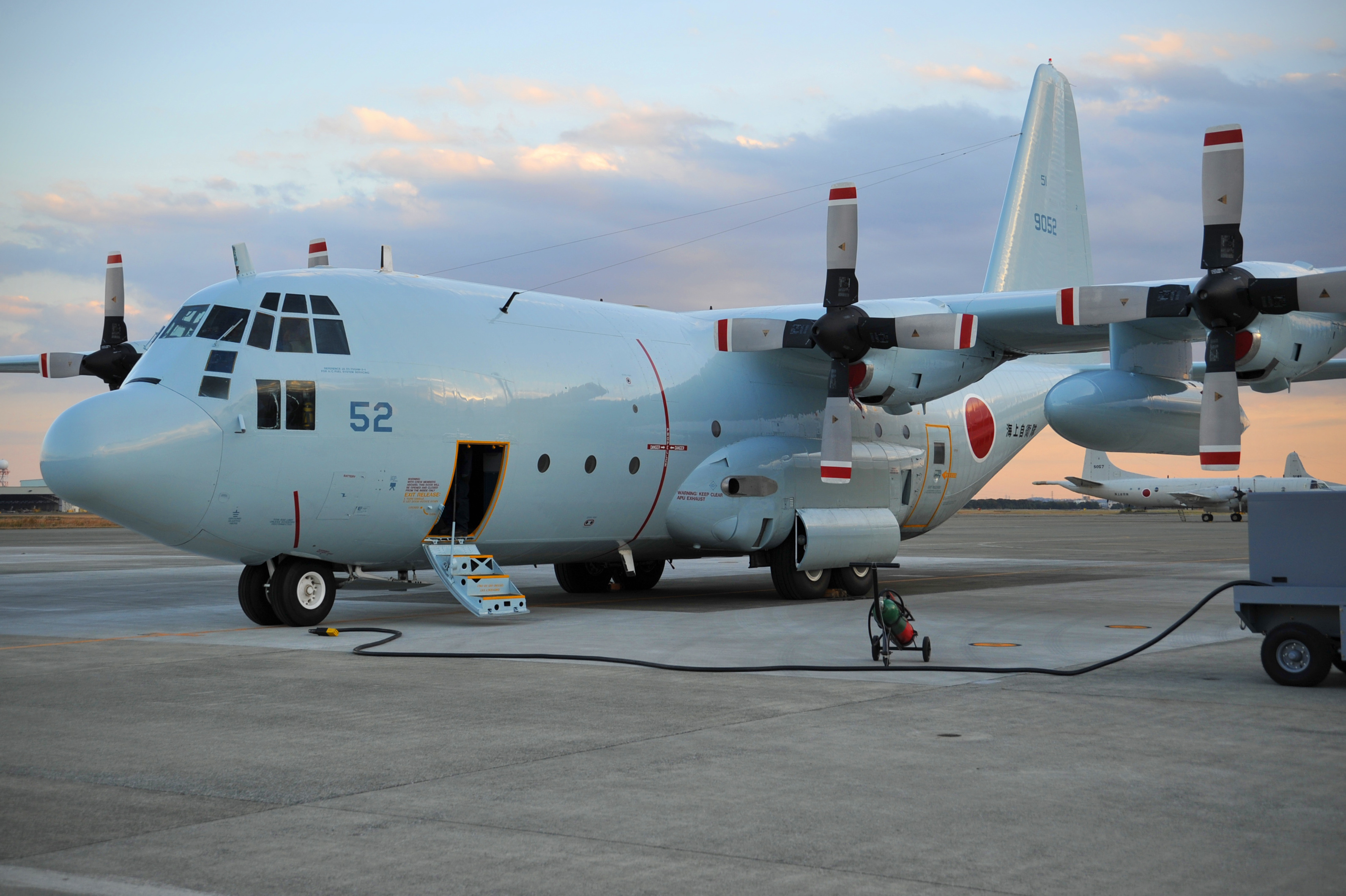
海上自衛隊のC-130R

海上自衛隊では、五三中業においてC-130H 6機の整備を計画した。これは機雷搭載・投下用のAMLSを装備した敷設機仕様のもので、常続的な制空権を確保し難い海峡や、直前まで予測が困難と思われる上陸侵攻地点への迅速な機雷敷設能力を確保するための施策であった。しかし必要性は理解されたものの、防衛計画の大綱に盛り込まれていない装備であり、多分に政治的配慮を要すること、また上記の航空自衛隊のC-130H調達計画とバッティングしたこともあって、結局は取り下げられ、必要に応じて航空自衛隊のC-130Hに所定の装備を搭載して敷設機として使用することとなった。
一方、これとは別に、1967年より輸送機として4機のYS-11M（加えて機上作業練習機としてYS-11T-Aを6機導入）が運用されていた。しかし、2011年に発生した東日本大震災による救難活動で飛行時間が急激に増加したため、運用停止時期が予定より前倒しして到来することになり、代用としてアメリカ海兵隊を退役してモスボール状態とされていたKC-130R空中給油・輸送機を再生しC-130Rとして6機購入することを決定し、2011年度（平成23年度）3次補正予算に計上した。これらの機体は、1975年から1976年に製造後まもなくモスボール保管がなされ、未使用に近い状態だったため、通常の運用なら20年ほど使用可能とされる。自衛隊が中古機を選定して導入するのはこれが初めての事例であった。
これらの機体は、アメリカ国内でアビオニクスの更新、主翼や胴体等のオーバーホール、その中では給油用の配管の取り外しなども含む空中給油装置の取り外しを実施した後、日本に回送されることになっていた。当初計画では2013年11月から試験飛行を行ったのち、2014年3月に1・2号機を厚木に空輸することになっていたが、まず再生作業が度々遅延したために、試験飛行の大部分を空輸してから行うことになり、また空輸自体も当初計画から8か月遅れの2014年11月にずれ込んだ。また空輸後も、与圧に関係するADFアンテナパネルの亀裂、動翼等を作動させる油圧配管の接触、コクピットのウインドシールド部の雨漏りなど多数の不具合が見つかり、運用試験は10か月遅れて、YS-11Mの除籍から1か月も経った2015年1月からやっと開始された。当初計画どおりの配備を断念した時点で、まずYS-11Mと同程度の輸送に必要な「運用試験A」を先行して終えたのち、部隊運用と並行して、大型貨物輸送や編隊飛行など残りの試験項目を「運用試験B」として消化していく方針になったものの、各機に機体の亀裂が多発し、修復のために日々の可動機は1機を確保するのが精々となってしまい、なかなか編隊飛行の試験を実施できず、全項目の終了は2015年8月初旬となった。
塗装はP-1と同等の薄い青灰単色が採用された。
YS-11Mと比べ飛行能力が大幅に強化され、硫黄島や南鳥島へ向かう際により多くの貨物を積んでも引き返す余裕が生まれた。また大型カーゴベイにより積み込みにフォークリフト等が不要となるなど利便性も向上している。今後は各種訓練に加え、災害派遣や国際貢献活動などにも活用される予定であるとされる。
コストを優先したためトイレは更新されず、仕切りがなくカーテンで目隠しするタイプがそのまま残された。
海上自衛隊には燃料の残量を計測する機器などが導入されておらず、在日アメリカ軍の支援を受けている。
2020年までに部品の落下や紛失が9回発生している。

## 性能・諸元 (C-130H)
出典: Lambert, Mark (1991). Jane's All the World's Aircraft 1991-92. Jane's Publishing Company Ltd.. pp. 426-429. ISBN 978-0710609656
諸元
- 乗員: 4名 (操縦士、副操縦士、航法手、航空機関士)
- 定員: 兵員92名（空挺隊員であれば64名）
- ペイロード: 19,356 kg （42,673 lb）
- 全長: 29.79m （97 ft 9 in）
- 全高: 11.66 m （38 ft 3in）
- 翼幅: 40.41 m（132 ft 7 in）
- 翼面積: 162.12 m2 （1,745.0 sq ft）
- 空虚重量: 34,686 kg （76,469 lb）
- 最大離陸重量: 　
  - 標準: 70,310 kg （155,000 lb）
  - 過積載: 79,380 kg （175,000 lb）
- 動力: アリソン・エンジン社製T56-A-15 ターボプロップエンジン、3,362 kW （4,508 shp）   × 4基

性能
- 最大速度: 602 km/h （325ノット） 標準MTOW時
- 巡航速度: 556 km/h （300ノット）
- 失速速度: 185 km/h （100ノット）
- 航続距離: 3,791 km （2,046海里） ※最大搭載量、予備燃料5％
- 実用上昇限度: 10,060 m（33,000 ft） ※58,967 kg AUW時
- 上昇率: 579 m/分 （1,900 ft/分）
- 離陸滑走距離: 1,091 m （3,580 ft ※最大離陸重量時）
- 着陸滑走距離: 518 m（1,700 ft） ※58,967 kg AUW時
- 翼面荷重: 434.5 kg/m2（89 lb/sq ft） ※MTOW時
- 馬力荷重（プロペラ）: 5.23 kg/kW（8.6 lb/shp） ※MTOW時

## 登場作品

### 映画・テレビドラマ
『007 リビング・デイライツ』
ソビエト連邦の輸送機として登場。
『アーミー・オブ・ザ・デッド』
序盤にアメリカ軍所属機が4機登場。ゾンビの大発生したラスベガス上空から、ニューヨーク・ニューヨーク・ホテル＆カジノの自由の女神像付近にNavy SEALs隊員をパラシュート降下させる。しかし降下地点にはゾンビが群れており、降下した隊員は直後に襲われている。
『エアフォース・ワン』
VC-25がラデク派のカザフスタン空軍に所属するMiG-29六機の攻撃を受け、機体が損傷して墜落直前の状態に陥った際、アメリカ空軍の救難仕様機が生存者の救難に従事する。
『キャプテン・フィリップス』
ソマリア沖の海賊が「マースク・アラバマ」号の船長を拉致したことを受けて、Navy SEALsを現場海域上空まで輸送し、HALO降下させる。
『ザ・マミー/呪われた砂漠の王女』
序盤にてアメリカ空軍機が登場。イラクで発見された古代エジプトの王女、アマネットの棺と、棺を発見した主人公達を、イギリスへ空輸する際に使用されるが、ロンドン上空でカラスの襲撃を受け墜落する。
『守護神』
『世界大戦争』
連邦国陣営の輸送機として登場。核ミサイル基地に大陸間弾道ミサイルを空輸する。
『超人機メタルダー』
第1話でストローブに撃墜される兵器製作会社の輸送機として登場。
『デルタ・フォース』
デルタ・フォースの輸送に使用される。冒頭には、機体に取り付けたJATOで短距離離陸を行うシーンがある。
『特攻野郎Aチーム THE MOVIE』
主人公一行が逃走するのに使用。劇中ではフレアを利用したり大規模な空中戦闘が繰り広げられる。
『ブラックホーク・ダウン』
アメリカ軍の前線基地であるモガディシュ空港に迷彩が施されたH型が駐機されているほか、アメリカへ戦死者の棺を移送する際に用いられている。撮影には、ロケ地のモロッコ空軍機が用いられた。
『プラトーン』
序盤、主人公のクリス・テイラーを含む多数の新兵を輸送してくる。
『メタル・ブルー』
『ワールド・ウォーZ』
エピローグに登場。完成したワクチンを空中より投下している。

### アニメ・漫画
『HELLSING』
第九次空中機動十字軍がロンドン侵攻の際に市民に「我々は神の代行者であり、神に代わって神罰を与えるためにやってきたこと」を示すためにエンジェルフレアを発射する。
『OBSOLETE』
EP1にアメリカ軍所属機が登場。エクアドルとペルーの間を流れるセネパ川での国境紛争にアメリカが秘密裏の武力介入に乗り出した際、汎用人型機械「エグゾフレーム」を装備したアメリカ海兵隊部隊を2機がセネパ川付近に空挺降下させる。
『アイアムアヒーロー』
漫画版3巻に登場。横田基地付近にて、ZQNが溢れて混乱する街の上空を飛行しているが、マンションに激突しそうになっている。
『えびてん』
第6話の最終シーンで名前と機影が出ている。
『エリア88』
主要登場人物である兵器業者マッコイじいさん（マッコイ商会）の輸送機として登場。また、TVアニメでは正規軍の輸送機としても登場。
『コンビニDMZ』
コールサインを「マザーグース」とする機体がDMZグループの社有機として登場。豪雪で商品を入荷できないポイントチャーリー店に、天候が回復したタイミングでLAPESを用いて商品を空中投下する。
『第三少女飛行隊』
第1話で「ドギーバック」のコールサインを持つ機体(MC-130と思われる)が登場。ビルダーに占拠されたミッドウェー基地へ救出作戦のために強行着陸を行うが、F-35B ライトニングIIの攻撃を受けて大破する。
『ヨルムンガンド』
ワイリとレームらデルタフォースの移動用に登場する。

### 小説
『GODZILLA 怪獣黙示録』
アメリカ軍機が登場。怪獣が出現してから連絡の途絶えたロサンゼルスに、高度1万メートルの上空から第1特殊部隊グループ所属の隊員らをHALO降下させる。
『WORLD WAR Z』
アメリカ空軍機が登場。対ゾンビ戦争において、大半の空軍機が費用対効果の悪さから格納庫やAMARC（航空宇宙再生整備センター）に保管される中、ターボプロップ機ゆえに燃費の良いC-130は輸送任務などに使用され続ける。
『異時空自衛隊』
第401飛行隊所属のC-130Hが登場。「レインボウ」というコールサインが与えられ、中東から運ぶ核物質を輸送する。
『感染捜査 黄血島決戦』
吉川英梨の小説。海上自衛隊のC-130Rが登場。人をゾンビ化するウイルスの蔓延により黄血島近海で沈没した豪華客船のサルベージ作業中、黄血島に感染者が上陸する可能性が高まったことを受け、黄血島航空基地の自衛隊員らを退避させるために使用される。
『交戦規則ROE』
黒崎視音の小説。終盤、大韓民国空軍所属機が登場し、横田基地に飛来する。
『日本国召喚』
航空自衛隊機が登場。グラ･バルカス帝国の侵攻を受けたムー国のエヌビア基地に派遣され、物資輸送にあたっている。ムーの航空技術の水準が地球の1930年代相当だったため、現地の空軍関係者から「化け物じみた大きさ」と評される。
『バイオハザード: ヴェンデッタ』
ノベライズ版に米空軍のKC-130が登場。BSAA所属のV-22オスプレイに空中給油を行う。
『復活の日 人類滅亡の危機との闘い――』
南極パーマー基地のアメリカ軍所属機が登場。MM-88菌による「悪魔風邪」で南極観測隊以外の全人類が死滅したことを受け、各南極基地の代表をアムンゼン・スコット基地の会議場に送迎する。

### ゲーム
『ARMA 2』
プレイヤー・AIが操作可能で、人員輸送が可能。
『Just Cause』
「Alexander AX-14」の名称で登場する。
『Just Cause 2』
「Bering I-86DP」の名称で本機とC-17 グローブマスターIIIが混ざった外見の輸送機が登場する。
『PLAYERUNKNOWN'S BATTLEGROUNDS』
ゲーム冒頭で兵員輸送機として登場。プレイヤーたちがここから飛び、各地に着地してゲームが始まる。また、ゲーム中盤-終盤で支援物資を投下する。
『エースコンバットシリーズ』
『エースコンバット04』
エルジア軍機（敵機）として登場。サイオン飛行場に配備されている。
『エースコンバット5』
ユークトバニア軍機（敵機）としてのみ登場する。
『エースコンバットZERO』
ウスティオ空軍が運用し、オーシア国防陸軍第101空挺師団の兵員を空挺降下させる。
『エースコンバット7』
オーシア国防空軍の輸送機として登場する。
『グランド・セフト・オートV』
「タイタン」という名称で登場。軍隊とメリーウェザー・セキュリティ（劇中の民間軍事会社）が使用している。
『コール オブ デューティシリーズ』
『CoD4』
ミッション「最後通告」にて、ロシア軍基地を強襲するため、ソープらをHALO降下させる。
『CoD:MW2』
Act II「エクソダス」にて、ロシア軍によって撃墜され墜落してゆく機体を見る事ができる。また、Act III「敵の敵は」にて、ニコライの機体がソープたちを救出する際に派手にフレアをまき散らしながら登場する。
『CoD:MW3』
キャンペーンの要所で登場する多作品とは違い、アメリカ空軍所属の機体の残骸のみが登場する。
『CoD:BO』
物語序盤、主人公たちが敵飛行場から脱出する際に使用する。ドアガンとしてM60機関銃が据え付けられている。
『ザ・クルー』
モハーヴェ空港のスクラップヤードやミシガン州の軍事基地に出現する。何故か着陸した後は滑走路をずっと回っている。
『大戦略シリーズ』
西側諸国の輸送機として登場。
『ニード・フォー・スピード モスト・ウォンテッド (2012)』
マップの一部にスクラップ同然の状態で放棄されている。
『バトルフィールド3』
DLC「End Game」にて、「ドロップシップ」の名称で実装される。名称のとおり空中投下が可能になっており、最大で4名の兵士と1両の歩兵戦闘車を投下可能。